# Wattwiller
Pour les articles homonymes, voir Wattwiller (homonymie).
Wattwiller (prononcé [vatvilɛʁ]  ; en dialecte alsacien : Wăttwillr) est une commune française située dans l'aire d'attraction de Mulhouse et faisant partie de la collectivité européenne d'Alsace (circonscription administrative du Haut-Rhin), en région Grand Est.
Cette commune se trouve dans la région historique et culturelle d'Alsace.
Elle est connue pour son eau minérale commercialisée sous différentes présentations. Elle compte une zone artisanale, une grosse exploitation agricole, une exploitation viticole et un camping de renom international. Son église est classée monument historique. L'itinéraire de piémont du chemin alsacien de Saint-Jacques-de-Compostelle Wissembourg – Belfort traverse le village du nord au sud.

## Géographie

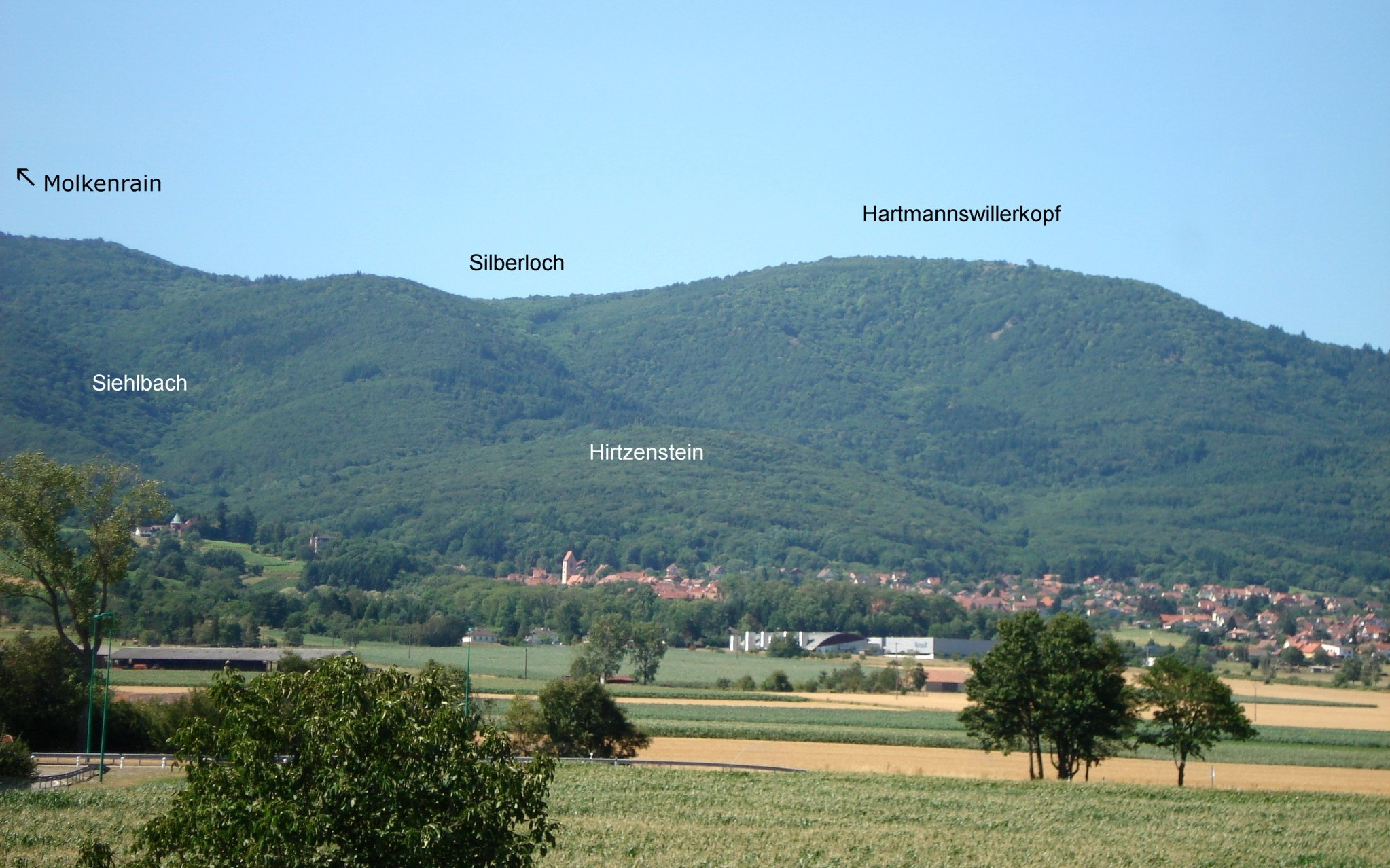
Vue de Wattwiller dans son cadre naturel.

Le village est adossé aux dernières pentes des Vosges méridionales formant une zone de piémont intermédiaire entre le massif et la plaine rhénane. Son noyau historique s'est constitué à proximité du petit cours d'eau de montagne (le « Siehlbach » devenant le « Rechen » dans sa partie aval). C'est le même vallon du Siehlbach qui forme le bassin de réception des eaux pluviales, alimentant, après un long parcours souterrain, les sources minérales d'origine profonde. Si le centre du village se trouve à une altitude de 360 m, le ban communal s'étend sur les versants sud du Hartmannswillerkopf et du Molkenrain et atteint des altitudes, respectivement de 956 m et 1 121 m. Sur ces pentes se développe une forêt mixte où les feuillus prédominent. Les terres agricoles s'étendent au sud et à l'est du village en direction de la plaine. On y pratique l'élevage bovin et quelques cultures céréalières. Les pentes des collines du Weckenberg et du Nodelberg, avec une exposition sud ou sud-est ont de tout temps été favorables à la culture de la vigne. Les exploitations viticoles se sont beaucoup développées ces dernières années.
Dans la zone artisanale située le long de la « route des vins » (D 5), sont implantées la succursale française de Loos international (chaudières industrielles), ainsi que l'usine d'embouteillage des Grandes Sources de Wattwiller. Les autres entreprises, y compris celles qui se situent en dehors de la zone artisanale, sont pour la plupart orientées vers les activités du bâtiment.
Cernay est à 4 km, Guebwiller est à 10 km, Thann à 10 km et Mulhouse à 25 km.
| Soultz-Haut-Rhin | Wuenheim, Hartmannswiller | Berrwiller    |
| Willer-sur-Thur  | Wattwiller                | Staffelfelden |
|                  | Uffholtz                  |               |

### Géologie
L’étude de la géologie du secteur de Wattwiller n’a de sens que si elle est mise en rapport avec l’ensemble tectonique du massif vosgien et du fossé rhénan. L’affaissement lent mais conséquent du compartiment rhénan a fait en sorte que les formations hercyniennes, donc anciennes, du massif vosgien se trouvent maintenant en altitude, alors que les formations récentes se trouvent plus bas, car le comblement du fossé rhénan a été réalisé par des sédiments tertiaires marins, recouverts ensuite par des alluvions quaternaires.
La zone de piémont est marquée géologiquement par la présence, en profondeur, de la faille vosgienne côté massif et de la faille rhénane côté plaine.
Alors que les intrusions granitiques sont absentes du secteur, le Molkenrain et le Hartmannswillerkopf sont caractérisés par la présence de roches volcaniques, remontant à une activité volcanique durant la période du Viséen (Carbonifère, Paléozoïque) : ce sont des latites rhyolitiques issues de coulées effusives, des ignimbrites formées par l’agglomération de cendres et d’éléments pyroclastiques, localement des grauwackes provenant d’une sédimentation en milieu lagunaire d’éléments volcaniques et détritiques très fins.
Le broyage dû au fonctionnement de la faille vosgienne a donné naissance à une brèche quartzitique (Hirtzenstein).
Plus bas, il reste quelques affleurements de grès (Sandgrubenkopf) et de conglomérat triasiques (Ère secondaire). Mais la majeure partie du glacis de piedmont est recouverte de formations plus récentes : conglomérat oligocène (Ère tertiaire) sur la rive droite du Siehlbach (Weckenberg, Nodelberg) ; colluvions mises en place par gravité pendant le pliocène sur la rive gauche (secteur qui s'étend depuis le village jusqu’au Lehwald) ; alluvions déposées par les cours d’eau (Rechen, Silberlochruntz, Thur) pendant les périodes glaciaires (pléistocène) le long de leur parcours sur faible pente.
La couverture lœssique d’origine éolienne inter- et postglaciaire ne subsiste que sous forme de lambeaux, alors que la commune voisine de Berrwiller, au nord-est, bénéficie d’un recouvrement plus étendu et plus épais (2 à 4 m). Dans les milieux agricoles, on sait que les terrains lœssiques ou limono-lœssiques sont particulièrement fertiles.
Les forages effectués dans le parc des sources et au pied du Hirtzenstein ont mis en évidence, sous une mince couverture quaternaire, les couches de marne, gypse et calcaire du Keuper, surmontant une épaisse couche de calcaire du Muschelkalk.
Le territoire communal repose sur le bassin houiller stéphanien sous-vosgien.

### Hydrographie

#### Réseau hydrographique
La commune est dans le bassin versant du Rhin au sein du bassin Rhin-Meuse. Elle est drainée par le Lohbach, le ruisseau Siehlbaechle, le ruisseau Silberlochrunz et le ruisseau Fluhbaechle,,.
Le Lohbach, d'une longueur de 19 km, prend sa source dans la commune de Uffholtz et se jette  dans la Lauch à Rouffach, après avoir traversé onze communes. 

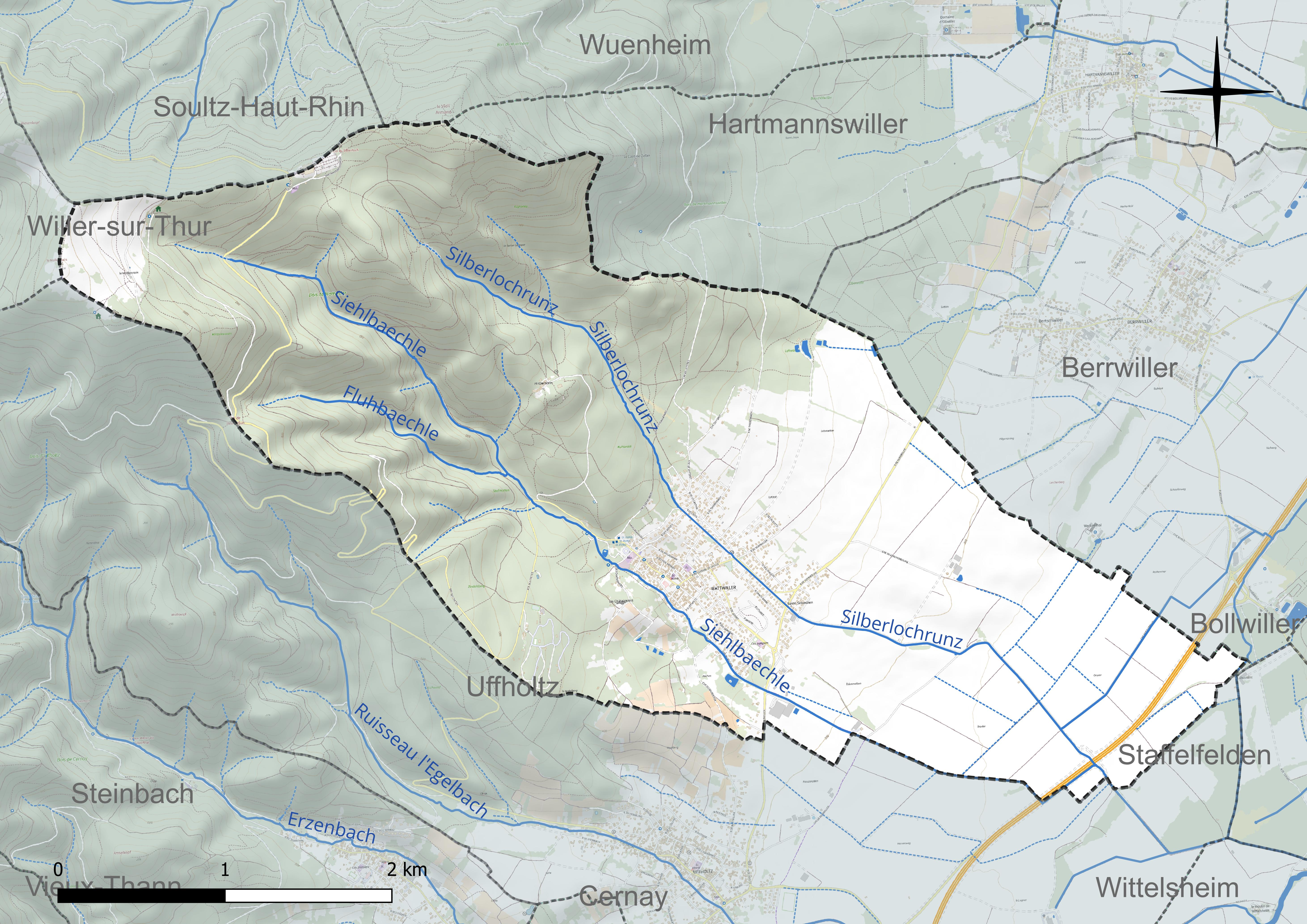
Réseau hydrographique de Wattwiller.

#### Gestion et qualité des eaux
Le territoire communal est couvert par le schéma d'aménagement et de gestion des eaux (SAGE) « Ill Nappe Rhin ». Ce document de planification concerne la nappe phréatique rhénane, les cours d'eau de la plaine d'Alsace et du piémont oriental du Sundgau, les canaux situés entre l'Ill et le Rhin et les zones humides de la plaine d'Alsace. Le périmètre s’étend sur 3 596 km2. Il a été approuvé le 17 janvier 2005. La structure porteuse de l'élaboration et de la mise en œuvre est la région Grand Est. 
La qualité des cours d’eau peut être consultée sur un site dédié géré par les agences de l’eau et l’Agence française pour la biodiversité. 

### Climat
Pour des articles plus généraux, voir Climat du Grand Est et Climat du Haut-Rhin.
En 2010, le climat de la commune est de type climat de montagne, selon une étude du Centre national de la recherche scientifique s'appuyant sur une série de données couvrant la période 1971-2000. En 2020, Météo-France publie une typologie des climats de la France métropolitaine dans laquelle la commune est exposée à un climat semi-continental et est dans la région climatique  Vosges, caractérisée par une pluviométrie très élevée (1 500 à 2 000 mm/an) en toutes saisons et un hiver rude (moins de 1 °C). 
Pour la période 1971-2000, la température annuelle moyenne est de 10,1 °C, avec une amplitude thermique annuelle de 17,2 °C. Le cumul annuel moyen de précipitations est de 953 mm, avec 10,2 jours de précipitations en janvier et 9,7 jours en juillet. Pour la période 1991-2020, la température moyenne annuelle observée sur la station météorologique de Météo-France la plus proche, « Bits.-lès-Thann », sur la commune de Bitschwiller-lès-Thann à 7 km à vol d'oiseau, est de 10,0 °C et le cumul annuel moyen de précipitations est de 1 309,4 mm. 
La température maximale relevée sur cette station est de 38,9 °C, atteinte le 7 août 2015 ; la température minimale est de −19,5 °C, atteinte le 12 janvier 1987,,. 
Les paramètres climatiques de la commune ont été estimés pour le milieu du siècle (2041-2070) selon différents scénarios d'émission de gaz à effet de serre à partir des nouvelles projections climatiques de référence DRIAS-2020. Ils sont consultables sur un site dédié publié par Météo-France en novembre 2022.

## Urbanisme

### Typologie
Au 1er janvier 2024, Wattwiller est catégorisée ceinture urbaine, selon la nouvelle grille communale de densité à sept niveaux définie par l'Insee en 2022.
Elle appartient à l'unité urbaine de Thann-Cernay, une agglomération intra-départementale regroupant neuf  communes, dont elle est une commune de la banlieue,,. Par ailleurs la commune fait partie de l'aire d'attraction de Mulhouse, dont elle est une commune de la couronne,. Cette aire, qui regroupe 132 communes, est catégorisée dans les aires de 200 000 à moins de 700 000 habitants,.

### Occupation des sols
L'occupation des sols de la commune, telle qu'elle ressort de la base de données européenne d’occupation biophysique des sols Corine Land Cover (CLC), est marquée par l'importance des forêts et milieux semi-naturels (55 % en 2018), une proportion identique à celle de 1990 (55 %). La répartition détaillée en 2018 est la suivante :
forêts (52,8 %), terres arables (30 %), zones agricoles hétérogènes (9,8 %), zones urbanisées (5,3 %), milieux à végétation arbustive et/ou herbacée (2,2 %). L'évolution de l’occupation des sols de la commune et de ses infrastructures peut être observée sur les différentes représentations cartographiques du territoire : la carte de Cassini (XVIIIe siècle), la carte d'état-major (1820-1866) et les cartes ou photos aériennes de l'IGN pour la période actuelle (1950 à aujourd'hui).

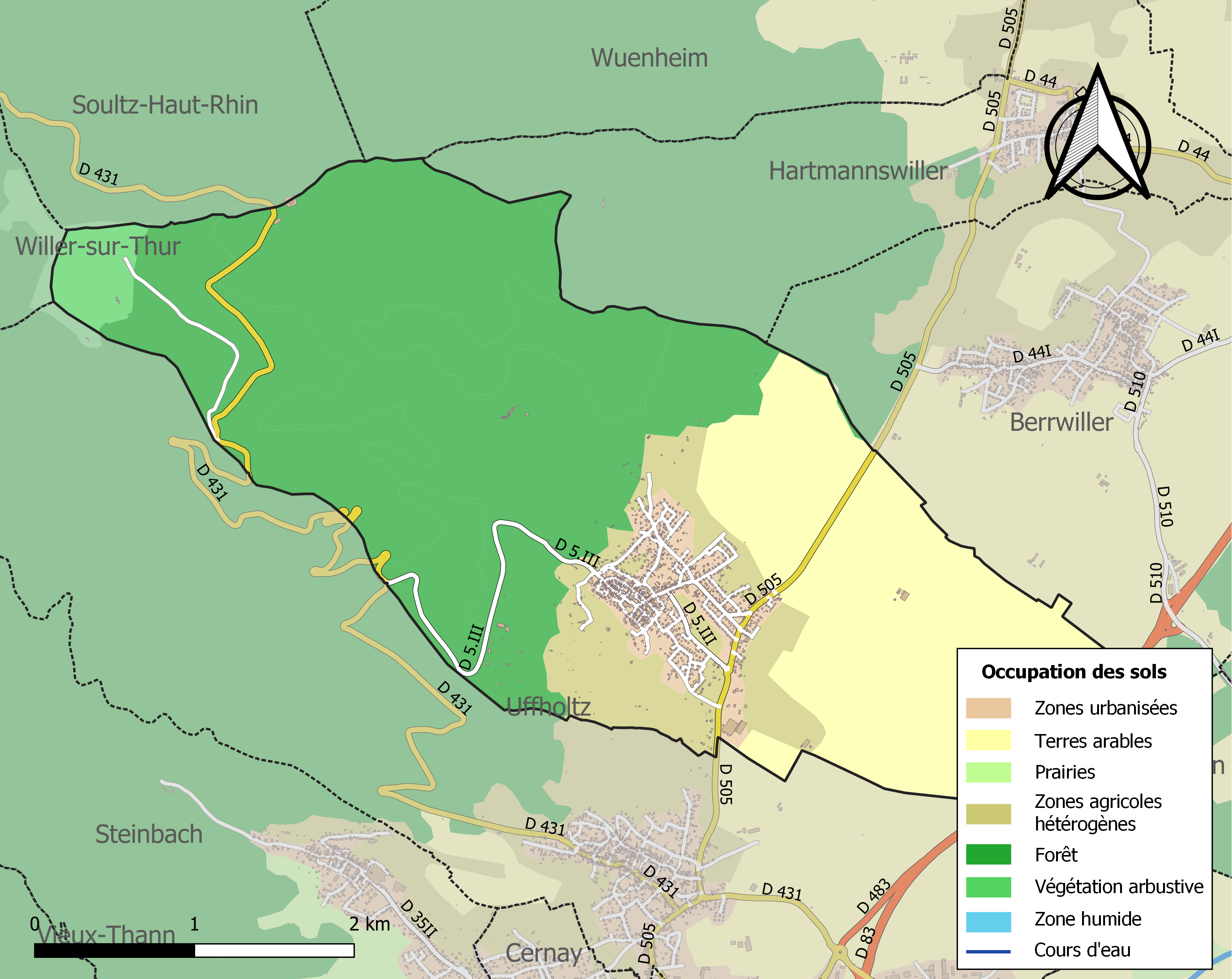
Carte des infrastructures et de l'occupation des sols de la commune en 2018 (CLC).

## Histoire

### Du Moyen Âge jusqu'à la Première Guerre mondiale
Le fief de Wattwiller (Wattonvilare) est mentionné dès 735, dans une donation du comte Eberhard en faveur de l'abbaye de Murbach. Momentanément incorporée dans le domaine impérial, la ville fut réintégrée dans la principauté abbatiale de Murbach en 1259, dans laquelle elle restera jusqu'à la Révolution française. Elle obtint des chartes municipales en 1270, et un marché en 1464. Seconde ville de la principauté de Murbach, Wattwiller est chef-lieu d'un bailliage jusqu'à la Révolution. Dans la seconde moitié du XIIIe siècle le village est érigé en ville fortifiée.

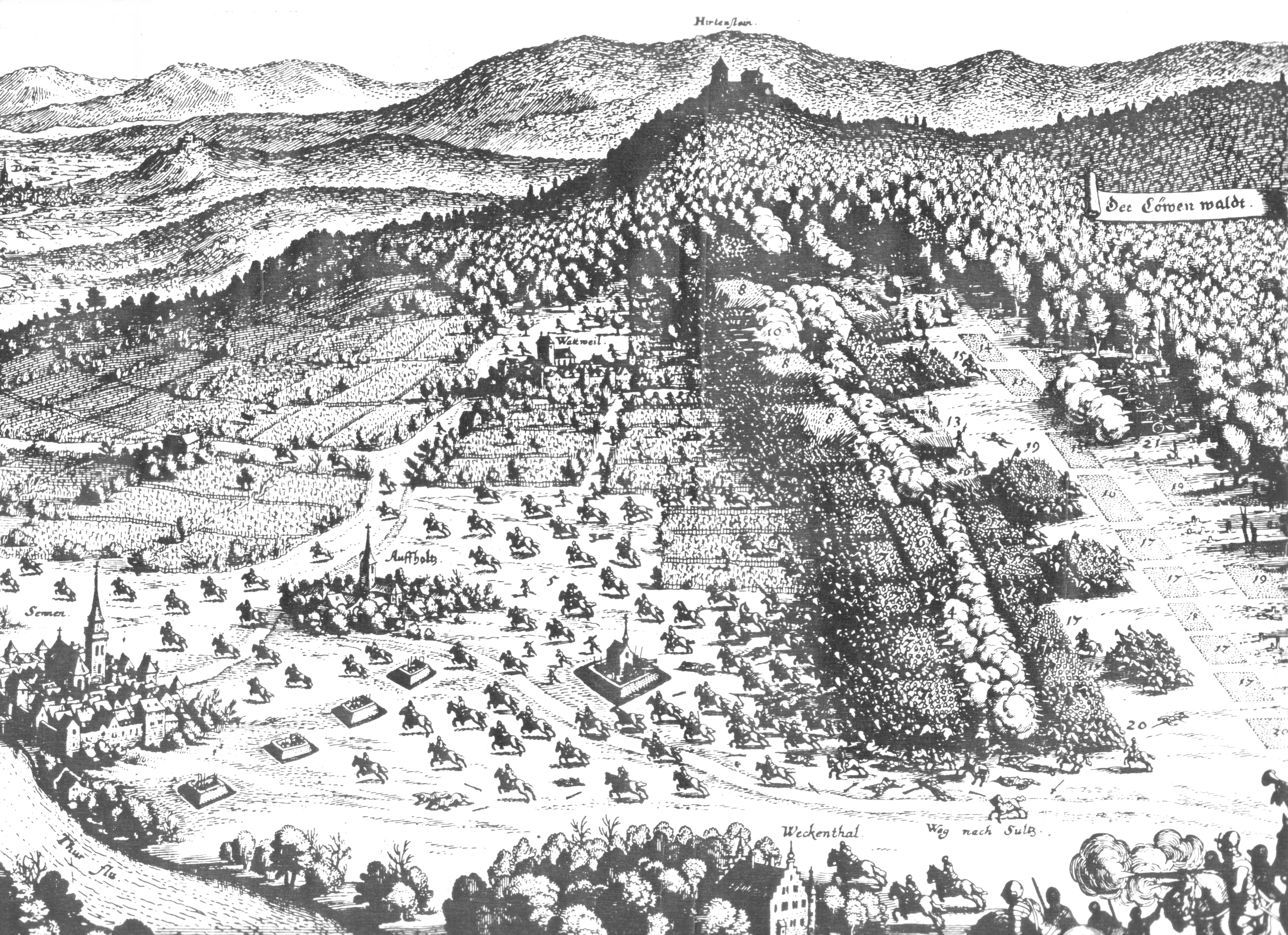
La bataille de « Wattweil » (1634), vue par Mathias Merian.

La ville est ravagée par les troupes anglaises d'Enguerrand de Coucy en 1375, par les Armagnacs en 1444 et occupée par les Suisses en 1468. À l'époque du soulèvement des paysans (1525), elle fut assiégée par les rustauds venus du Sundgau, assaut que les habitants repoussèrent, avec l'aide des défenseurs du Hirtzenstein également menacé.
Durant la guerre de Trente Ans, les Suédois affrontèrent les Impériaux dans la plaine entre Thur, Lehwald et Wattwiller le 2 mars 1634 et y remportèrent une victoire sur les Impériaux (bataille de Wattwiller).
La ville devint française en 1680 à la suite du rattachement à la France de l'abbaye de Murbach. Après la révolution de 1789, Wattwiller perd peu à peu son statut de ville et les fortifications sont démantelées durant le règne de Napoléon-Bonaparte. En 1871, l'Alsace est rattachée à l'Empire allemand et le restera jusqu'en 1919 (traité de Versailles).
Il existait autrefois à Wattwiller, un couvent, qui avait pris en 1336, la règle de saint-Dominique.

### Première Guerre mondiale
Situé au pied du champ de bataille du Vieil Armand, Wattwiller sert de base stratégique à l'armée allemande pendant toute la durée des hostilités. 

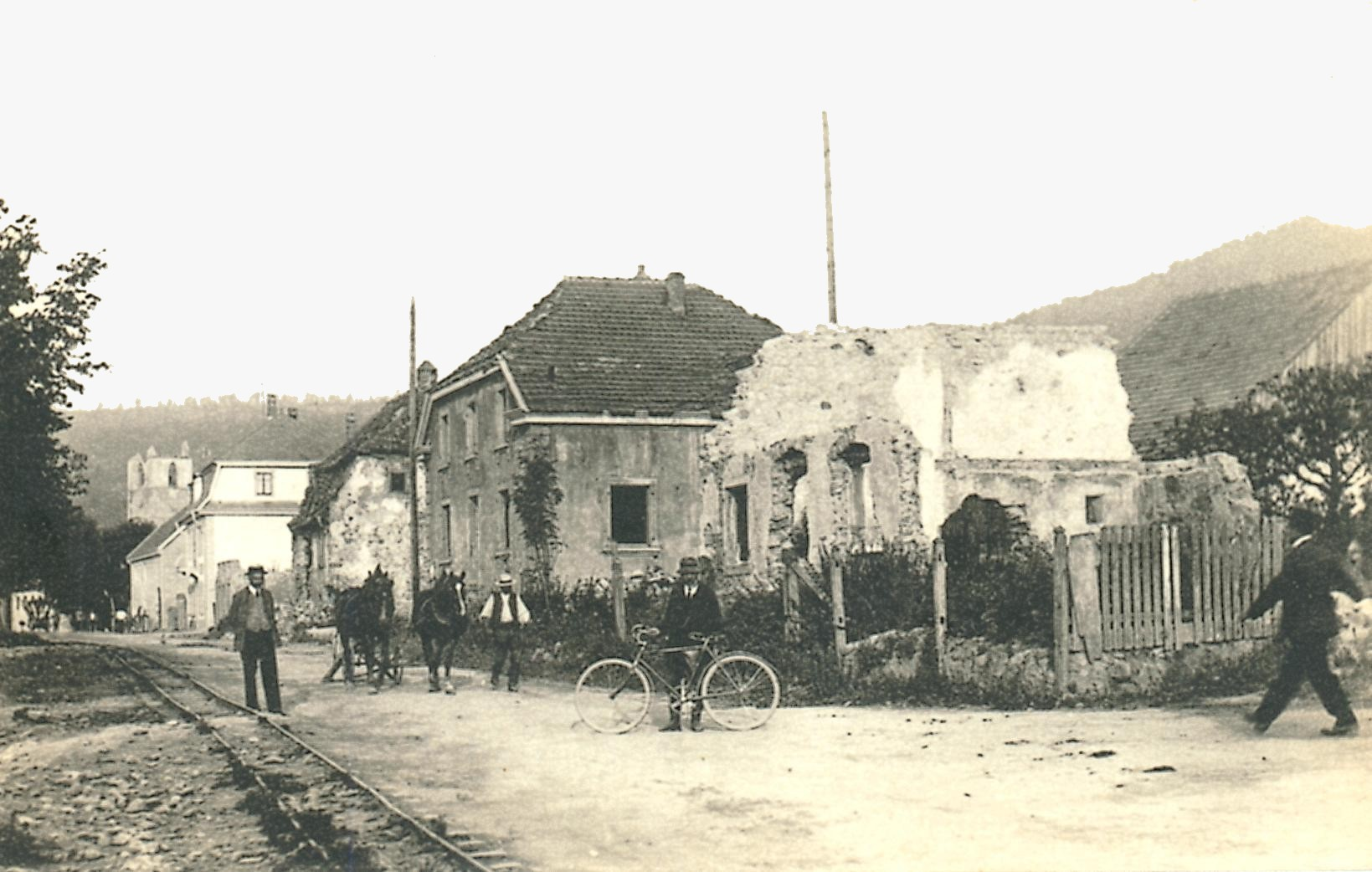
1922 : Démolition et reconstruction

 Celle-ci tient également le Hirtzenstein, qui sera d'ailleurs assiégé par les chasseurs alpins à deux reprises. L'état-major occupe les différents bâtiments de l'établissement balnéaire. De ce fait, les positions allemandes, y compris dans le village, deviennent la cible des tirs de l'artillerie française. La population est évacuée vers des villages de la plaine (Ensisheim) dès le mois de décembre 1914.
Les habitants ne reviendront qu'après la fin des hostilités, pour retrouver leur village, qui n'est plus que ruines et désolation. Des baraques provisoires seront nécessaires pour y abriter des services (entrepôts, lieu de culte) ainsi qu'une partie des habitants. Les travaux de reconstruction dureront jusque dans les années trente.
La commune a été décorée 02 novembre 1921 de la croix de guerre 1914-1918.

### Eaux minérales

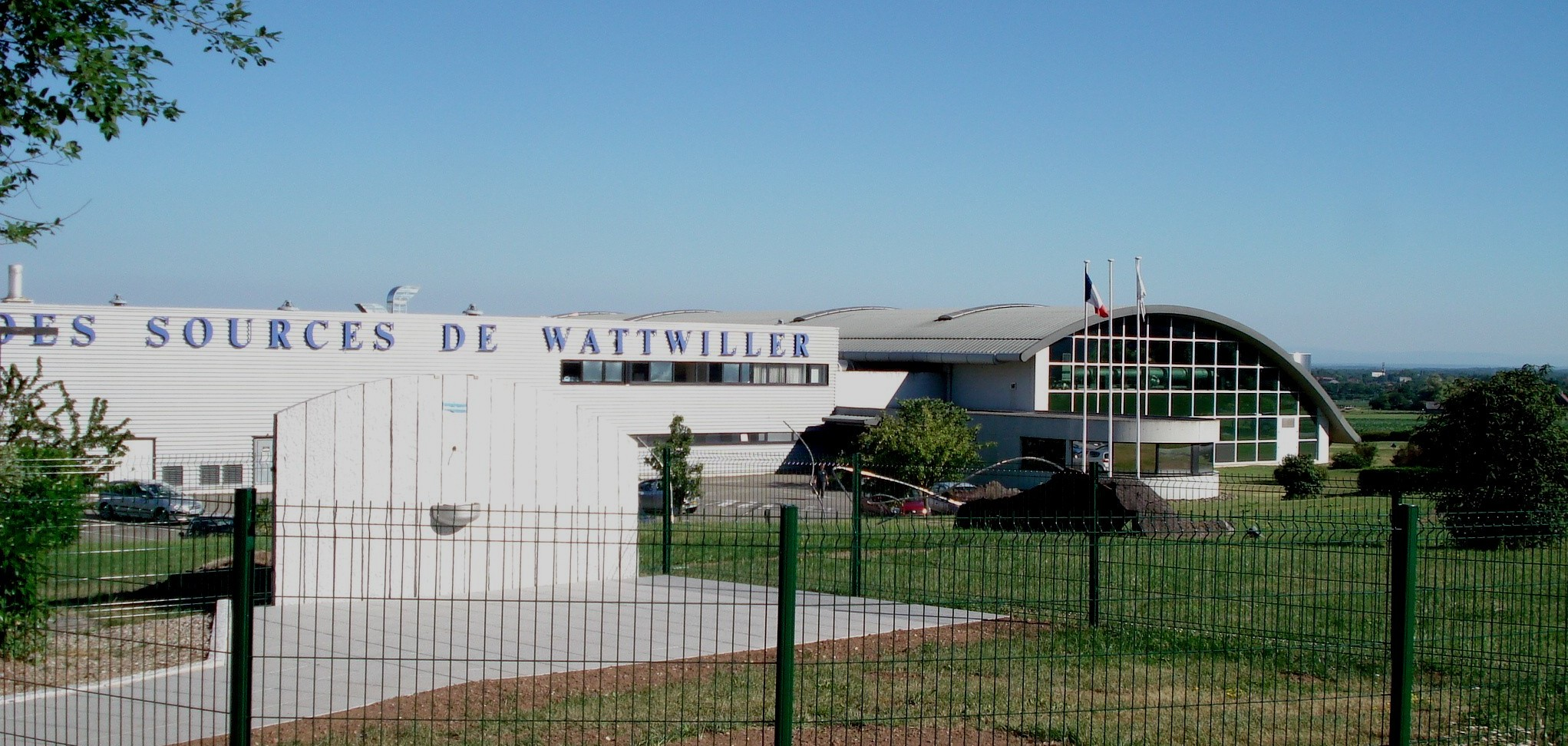
L'usine d'embouteillage actuelle située dans le bas du village.

L'origine de l'eau de Wattwiller est lointaine : connue et reconnue depuis l'époque romaine, l'eau minérale de Wattwiller naît dans le Parc naturel régional des Ballons des Vosges, loin de toute activité agricole et industrielle. Son jaillissement naturel et une couche d'argile très épaisse la préservent de tout contact avec les eaux de surface. Cette protection naturelle fait de Wattwiller une eau pure et vierge de tout nitrate.
Ses effets favorables à la santé (zéro nitrate et pauvre en sodium) ont été reconnus par l'Académie nationale de Médecine.
Au cours de l'histoire, ce sont d'abord les princes-abbés de Murbach qui ont exploité l'eau sous forme de bains, puis la ville de Wattwiller elle-même entre 1522 et 1712. Le véritable essor commença en 1760 avec l’agrandissement et la rénovation de l’établissement balnéaire et une première analyse des eaux minérales. Au XVIIIe siècle le médecin Jean-Antoine Nusbaumer acheta l'établissement. Il rédigea un notice sur les eaux : Kurzer Bericht von dem Wattwillerer Mineral- und Badwasser, oder Aussug der vielen Versuchen und Proben aller gelehrten Medicorum, welche die herrliche Würkungen des Wattwillerer Bad- und Gesundheitwassers beschriben haben, und wie solches zu gebrauchen, Colmar, chez Decker, 1781, in-8°de 23 pages.
Changeant plusieurs fois de propriétaire par la suite, l'établissement connaîtra, à partir de 1866, une nouvelle période de prospérité qui durera avec des fortunes diverses jusqu’en 1914. On compléta l’ensemble par un hôtel et la construction, à l’écart, de trois villas (Beauséjour, Bonrepos et Bellevue). Les curistes provenaient essentiellement de Haute-Alsace, parfois de plus loin. Mais la destruction quasi totale du village et des lieux de villégiature pendant les combats de 1914-18 mit un terme à l’exploitation balnéaire.
À partir des années 1920 et jusqu'en 1975, une usine d'embouteillage fonctionna dans le haut du village et commercialisa l'eau des deux sources (« Arsène » et « Lithinée ») sous le nom de « Lithia ».

## Politique et administration

### Liste des maires
| Période                                  | Période       | Identité               | Étiquette           | Qualité                                   |
| ---------------------------------------- | ------------- | ---------------------- | ------------------- | ----------------------------------------- |
| mars 1989                                | 2001          | Henri Vogelsperger     |                     | Comptable                                 |
| mars 2001                                | en 2014       | Jacques Muller         | Les Verts puis EELV | Ingénieur agronome, Sénateur              |
| mars 2014                                | décembre 2017 | Raphaël Schellenberger | UMP                 | Attaché parlementaire, député depuis 2017 |
| mai 2020                                 | en cours      | Matthieu Ermel         | DVC                 | Chef d'entreprise                         |
| Les données manquantes sont à compléter. |               |                        |                     |                                           |

### Finances locales
Cette sous-section présente la situation des finances communales de Wattwiller.
Pour l'exercice 2013, le compte administratif du budget municipal de Wattwiller s'établit à  3 151 000 € en dépenses et 3 181 000 € en recettes :
En 2013, la section de fonctionnement se répartit en 1 072 000 €  de charges (602 € par habitant) pour 1 403 000 € de produits (788 € par habitant), soit un solde de 331 000 € (186 € par habitant), :
- le principal pôle de dépenses de fonctionnement est celui des charges de personnels[Note 8] pour un montant de 459 000 € (43 %), soit 258 € par habitant, ratio voisin de la valeur moyenne de la strate. Depuis cinq ans, ce ratio fluctue et présente un minimum de 258 € par habitant en 2013 et un maximum de 295 € par habitant en 2010 ;
- la plus grande part des recettes est constituée des impôts locaux[Note 9] pour 387 000 € (28 %), soit 217 € par habitant, ratio inférieur de 24 % à la valeur moyenne pour les communes de la même strate (285 € par habitant). Sur la période 2009 - 2013, ce ratio fluctue et présente un minimum de 217 € par habitant en 2013 et un maximum de 277 € par habitant en 2010.

Les taux des taxes ci-dessous sont votés par la municipalité de Wattwiller. Ils ont varié de la façon suivante par rapport à 2012 :
- la taxe d'habitation inférieure (-21 %) 8,82 % ;
- la taxe foncière sur le bâti inférieure (-17 %) 13,03 % ;
- celle sur le non bâti inférieure (-21 %) 83,45 %.

La section investissement se répartit en emplois et ressources. Pour 2013, les emplois comprennent par ordre d'importance :
- des dépenses d'équipement[Note 11] pour une somme de 2 003 000 € (96 %), soit 1 125 € par habitant, ratio supérieur de 238 % à la valeur moyenne pour les communes de la même strate (333 € par habitant). Depuis cinq ans, ce ratio fluctue et présente un minimum de 173 € par habitant en 2011 et un maximum de 1 125 € par habitant en 2013 ;
- des remboursements d'emprunts[Note 12] pour une valeur de 76 000 € (4 %), soit 43 € par habitant, ratio inférieur de 31 % à la valeur moyenne pour les communes de la même strate (62 € par habitant).

Les ressources en investissement de Wattwiller se répartissent principalement en :
- nouvelles dettes pour une valeur totale de 1 000 000 € (56 %), soit 562 € par habitant, ratio supérieur de 692 % à la valeur moyenne pour les communes de la même strate (71 € par habitant). Depuis 5 ans, ce ratio augmente de façon continue de 0 € à 562 € par habitant ;
- subventions reçues pour 183 000 € (10 %), soit 103 € par habitant, ratio supérieur de 27 % à la valeur moyenne pour les communes de la même strate (81 € par habitant).

L'endettement de Wattwiller au 31 décembre 2013 peut s'évaluer à partir de trois critères : l'encours de la dette, l'annuité de la dette et sa capacité de désendettement :
- l'encours de la dette pour un montant de 1 420 000 €, soit 798 € par habitant, ratio supérieur de 33 % à la valeur moyenne pour les communes de la même strate (601 € par habitant). Sur les 5 dernières années, ce ratio fluctue et présente un minimum de 279 € par habitant en 2012 et un maximum de 798 € par habitant en 2013[A2 5] ;
- l'annuité de la dette pour une valeur de 111 000 €, soit 62 € par habitant, ratio inférieur de 27 % à la valeur moyenne pour les communes de la même strate (85 € par habitant). En partant de 2009 et jusqu'à 2013, ce ratio fluctue et présente un minimum de 38 € par habitant en 2012 et un maximum de 62 € par habitant en 2013[A2 5] ;
- la capacité d'autofinancement (CAF) pour une valeur de 331 000 €, soit 186 € par habitant, ratio supérieur de 19 % à la valeur moyenne pour les communes de la même strate (156 € par habitant). Depuis 5 ans, ce ratio fluctue et présente un minimum de 118 € par habitant en 2010 et un maximum de 203 € par habitant en 2009[A2 6]. La capacité de désendettement est d'environ 4 années en 2013. Sur une période de 14 années, ce ratio est constant et faible (inférieur à 4 ans)

### Jumelages
Le village est jumelé depuis 1965 à Wasenweiler, une localité située au pied du Kaiserstuhl (pays de Bade) et dont le toponyme présente des analogies avec celui de Wattwiller. Wasenweiler est une dépendance (= Ortsteil) de la commune d'Ihringen. Outre les festivités du 40e (2005) et du 45e anniversaire (2010), les échanges sont fréquents.

## Démographie
L'évolution du nombre d'habitants est connue à travers les recensements de la population effectués dans la commune depuis 1793. Pour les communes de moins de 10 000 habitants, une enquête de recensement portant sur toute la population est réalisée tous les cinq ans, les populations de référence des années intermédiaires étant quant à elles estimées par interpolation ou extrapolation. Pour la commune, le premier recensement exhaustif entrant dans le cadre du nouveau dispositif a été réalisé en 2005.

En 2022, la commune comptait 1 648 habitants, en évolution de +0,12 % par rapport à 2016 (Haut-Rhin : +0,66 %, France hors Mayotte : +2,11 %).
| 1793  | 1800  | 1806  | 1821  | 1831  | 1836  | 1841  | 1846  | 1851  |
| ----- | ----- | ----- | ----- | ----- | ----- | ----- | ----- | ----- |
| 1 235 | 1 251 | 1 270 | 1 304 | 1 788 | 1 775 | 1 854 | 1 804 | 1 779 |

| 1856  | 1861  | 1866  | 1871  | 1875  | 1880  | 1885  | 1890  | 1895  |
| ----- | ----- | ----- | ----- | ----- | ----- | ----- | ----- | ----- |
| 1 576 | 1 550 | 1 538 | 1 503 | 1 477 | 1 462 | 1 399 | 1 340 | 1 259 |

| 1900  | 1905  | 1910  | 1921 | 1926 | 1931 | 1936 | 1946 | 1954 |
| ----- | ----- | ----- | ---- | ---- | ---- | ---- | ---- | ---- |
| 1 177 | 1 149 | 1 099 | 643  | 847  | 845  | 848  | 857  | 864  |

| 1962 | 1968  | 1975  | 1982  | 1990  | 1999  | 2005  | 2006  | 2010  |
| ---- | ----- | ----- | ----- | ----- | ----- | ----- | ----- | ----- |
| 879  | 1 020 | 1 135 | 1 186 | 1 506 | 1 593 | 1 705 | 1 714 | 1 741 |

| 2015  | 2020  | 2022  | - | - | - | - | - | - |
| ----- | ----- | ----- | - | - | - | - | - | - |
| 1 656 | 1 678 | 1 648 | - | - | - | - | - | - |

## Culture locale et patrimoine

### Lieux et monuments

#### Église Saint-Jean-Baptiste
Classée monument historique par arrêté du 12 août 1920,,.

##### Aspects extérieurs
Façade nord

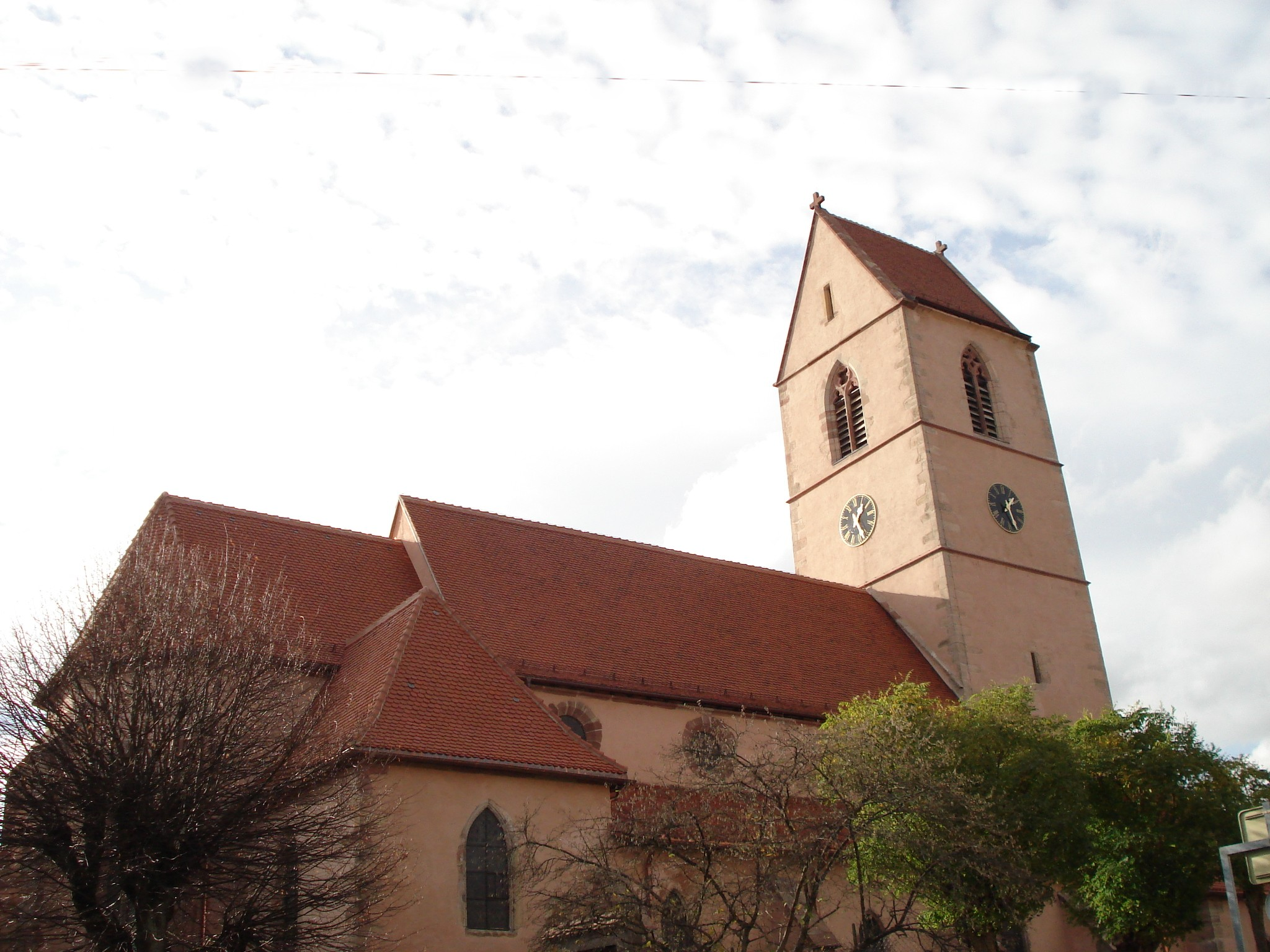
Église Saint-Jean-Baptiste, côté nord-est.

Vue du côté nord (côté de la mairie, l'église de Wattwiller dévoile sa façade qu'on pourrait qualifier d'« historique » avec, de gauche à droite :
La chapelle Saint-Sébastien des XIIIe et XIVe siècles, dédiée à la confrérie des archers de Wattwiller (qui allaient s'entraîner au lieu-dit « Schützenrain »). Le mur nord de ladite chapelle montre une fente de lumière à ogive trilobée du XIIIe siècle L’intérieur de la chapelle a retrouvé lors des travaux de restauration de 1980 sa configuration du XIIIe siècle, avec les colonnes en pierre taillée datées de cette époque et une belle grille en fer forgé de 1980.
À la base de la chapelle Saint-Sébastien, nous retrouvons, toujours à l’extérieur, la maçonnerie romane et à la base des contreforts actuels, en élévation, les contreforts romans de l’église romane primitive, dans la partie volontairement excavée du cimetière (« Kerchhof ») nord.

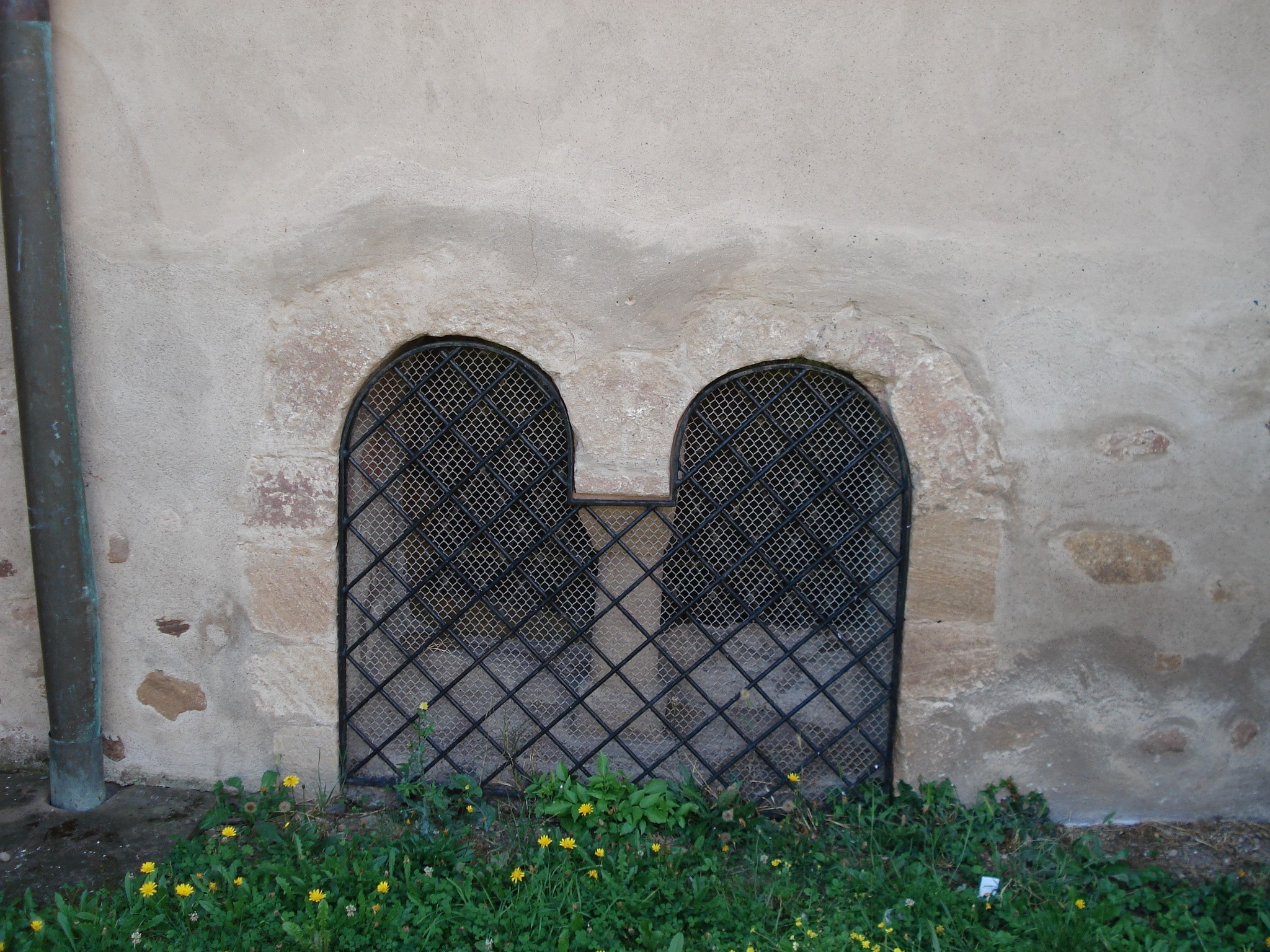
Fenêtre géminée romane.

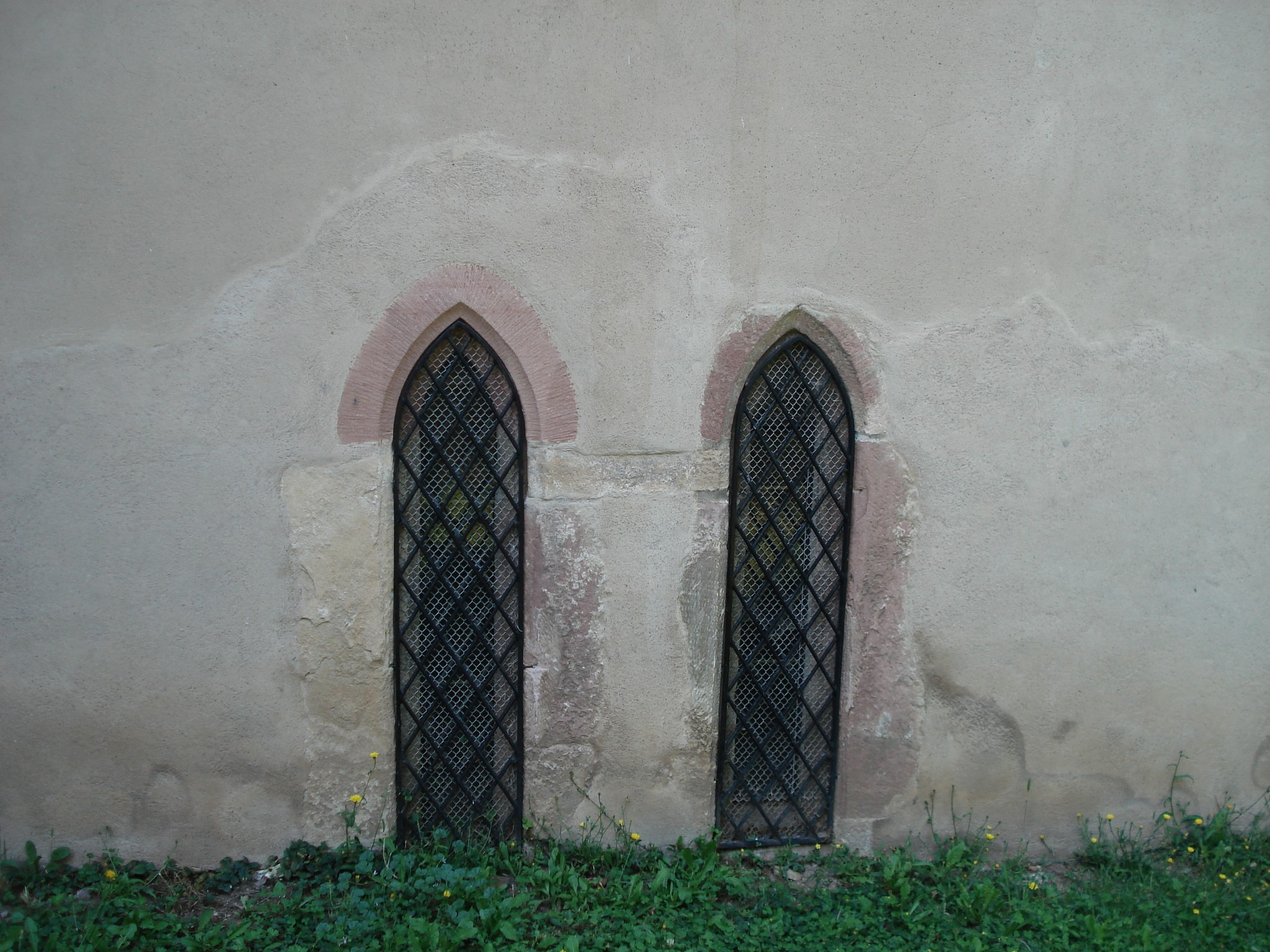
Fenêtre gothique paire.

On voit également, protégée par une grille, une rare fenêtre géminée romane d’Alsace, de structure primitive, dégagée aux fouilles de 1978. Cette fenêtre géminée donne à l’intérieur sur ce qui servait d’ossuaire au cimetière entourant l'église avant 1852.
Dans cet « ossuaire » à voûte romane se trouvait la tombe d’un adolescent au cercueil cerclé de fer suivant la coutume mortuaire du milieu du XIIIe siècle
À gauche de cette fenêtre géminée romane, se trouve une porte d’entrée gothique, donnant sur une crypte gothique qui recèle encore des tombes sous un dallage du XVIIIe siècle et des départs de voûtes du XIVe siècle Cette crypte présente des traces de peintures d’avant 1914-18 et surtout, point historique majeur, un pan de l'abside semi-circulaire du chœur de l'église primitive, « mérovingienne » (450 à 750 apr. J.-C.), alors que l'actuelle est gothique. Cette crypte et la chapelle construite par-dessus étaient à l'origine réservées aux nobles « De Wattwiller ». Plus tard, c'est la première travée du bas côté sud qui devient la chapelle privée des nobles en prenant le nom de « chapelle des Gohr », derniers nobles de Wattwiller dont la lignée s’est éteinte entre les deux guerres.
À l'angle gauche de cette façade nord de l'église, en se dirigeant vers les magnifiques pans du chœur gothique actuel, on trouve à la base de la façade Est une fenêtre géminée gothique aux fines ogives.
Il existe une importante différence de niveau entre la base de l’église actuelle, de l'église romane (supposée mérovingienne) et la cour du château d’Aboville située en contrebas et dont le style pays de Loire date de la reconstruction après 1918.
Sur la droite de cette belle façade nord on découvre également les niveaux équilibrés de la nef et du clocher, les lignes verticales des contreforts et des fenêtres gothiques, et le rappel du roman par les fenêtres rondes de type « oculi » (c.à.d « les yeux », du latin oculus) qui couronnent la nef de perles scintillantes que le soleil levant et couchant vient allumer. Là, se trouve l'entrée de l'église la plus usitée, quoiqu'au nord, et dont l'accès se fait par un espace occupé autrefois par un cimetière et des maisons et dont les restes sont enfouis sous le gravier rose.
Accolée à cette entrée, la chapelle nord dite « des femmes » (« Wiwerkapall »), encore en service dans les années 1950 fut construite en 1852 en même temps que la chapelle sud dite « des hommes »(« Mannerkapall »). Elles sont situées en flanquement de la tour massive du clocher à bâtière typiquement alsacien, conformément au vœu d’agrandissement du curé J.J. Spahr (W.1842-1855) et surtout grâce à ses dons personnels (sa tombe au cimetière est représentée par une dalle devant la croix centrale).

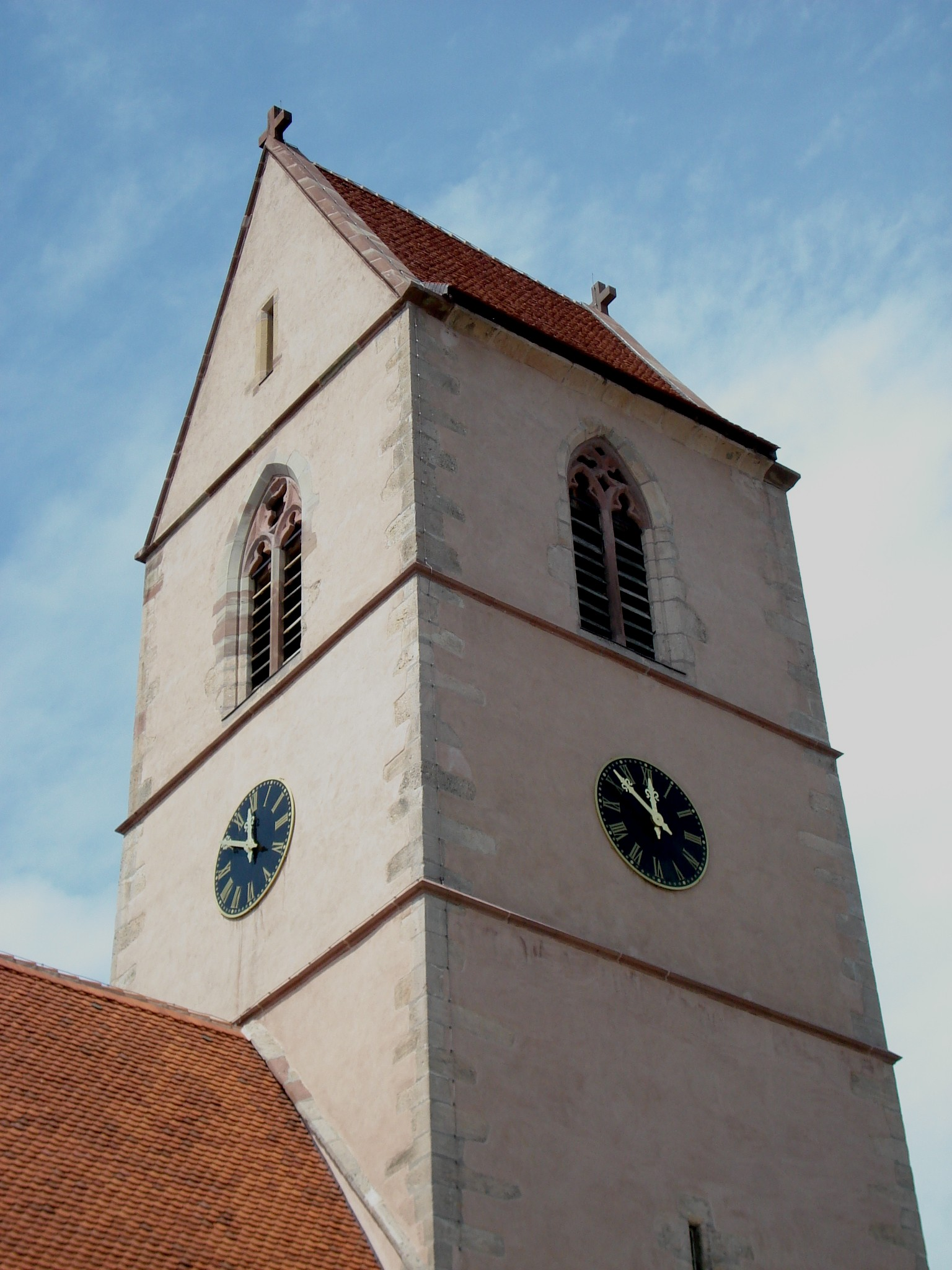
Le clocher, la nouvelle toiture et les cadrans rénovés de l'horloge.

Déjà souhaité par nombre de ses prédécesseurs, l'agrandissement de l'église put être réalisé par le curé Spahr, après que Napoléon eut édicté l'obligation de sortir les cimetières hors les murs pour des raisons d'hygiène et pour répondre à l'accroissement des populations.
Façade ouest, le clocher
Le clocher de l'église est à l’image des clochers rhénans, massifs, à cinq étages, toiture en bâtière, adaptée au bon écoulement de la neige et de la pluie.

Sur une grosse pierre de taille du grand portail gothique est gravée la date de 1481, en chiffres alémaniques (alamans), propre au couloir rhénan (Alsace et Pays de Bade en particulier : le 4 est un 8 entr'ouvert à la base). 

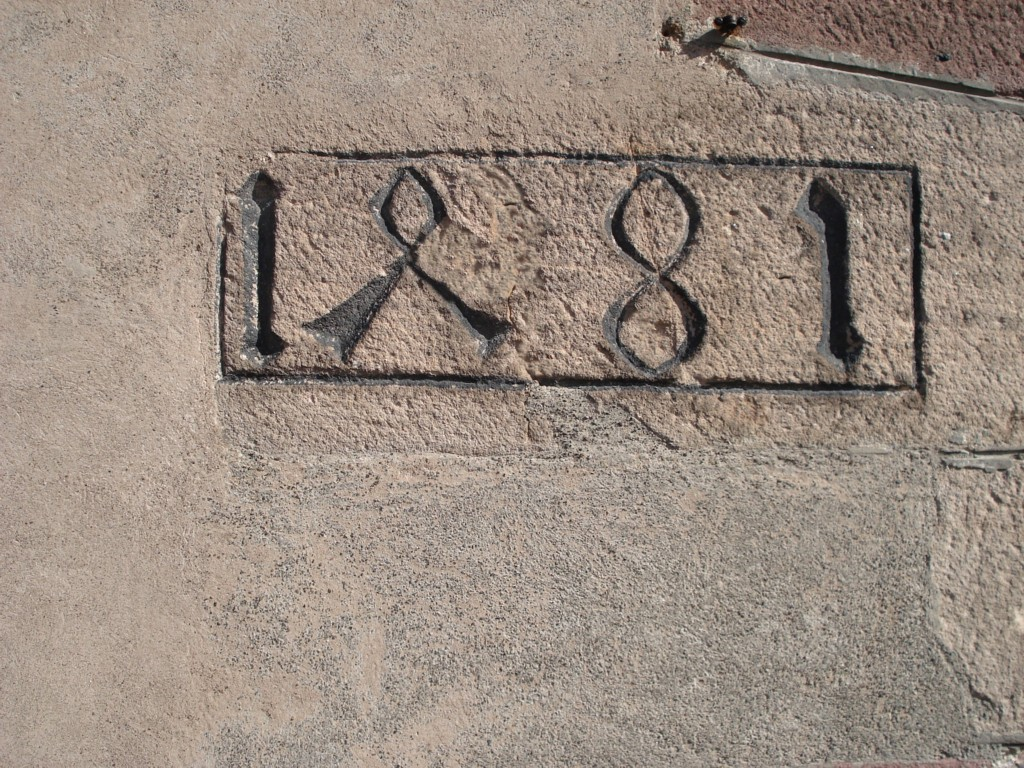
1481, l'année de la reconstruction.

 Cette date correspond à la réfection du clocher après les destructions de la guerre de 100 ans (Pâques 1444).
Cette reconstruction se fit sous le curé ANEWILR (1481-1489). La date de 1489, inscrite sur le mur Est à l'intérieur de la sacristie, marque la fin des travaux, en particulier la transformation du chœur roman en chœur gothique, de même que l'édification des bas-côté nord et sud.
En réalité, tour, nef, et bas-côté (à l'exception de ses chapelles du clocher), remontent aux années 1220-1230, soit au début du XIIIe siècle.
Façade sud (côté Uffholtz)
La façade sud de l'église présente un équilibre quasi parfait, au pied du château « jaune », anciennement « Weckenberg », appartenant aux descendants des De Reinach et reconstruit après 1914-18) ;
Cette façade sud reposerait sur des fondations romaines (voir livret Riether p. 47).
La sacristie actuelle la prolonge au sud-est. Une sacristie se trouvait à l’origine du côté nord à l'emplacement actuel de la chapelle Saint-Sébastien.
Les fenêtres du bas-côté sud possèdent des croisillons en pierre taillée, contrairement à celles du bas-côté nord. Les quatre « oculi » au haut de la façade rappellent l'origine romane de l’édifice. Deux portes se trouvaient à l'origine sur cette façade ; elles furent occultées par la sacristie et le 4e vitrail. Cette façade sud se trouvait non loin des remparts sud de la ville, où se situait également le moulin.
Façade est
En partie caché par l’actuel château « de la Loire », appartenant aux descendants du comte d’Aboville, le corps de bâtiment Est de l'église s'avance comme la proue d’un navire vers le soleil levant. La crête du chœur gothique, celle de la longue nef et la ligne verticale du clocher donnent à l'édifice son harmonie architecturale.
Les vitraux du chœur, d’inégale largeur et d’une hauteur élégante, témoignent du passage au gothique tardif (1489). La découpe des pierres de taille en grès rose, effectuée par sciage, trahit la réfection des parties hautes après 1918.

##### Aspects intérieurs
L'intérieur de l'édifice présente les ensembles suivants : dans l'axe du portail gothique : la nef centrale romane et le chœur gothique; du côté nord, l'élévation du XIIIe siècle sur la voûte de la crypte; de part et d'autre, les deux bas-côtés 
gothiques; aux quatre angles, les trois « chapelles » et la sacristie déjà mentionnées.
Nef centrale
Elle est séparée des deux bas-côtés par des arcades romanes reposant sur des piliers rectangulaires et dont le niveau inférieur s'ouvre largement sur les bas-côtés. Les murs du niveau supérieur, qui reçoivent la lumière naturelle par les oculi, sont décorés de fresques des principaux saints vénérés en Alsace (sainte Odile, saint Arbogast, etc.). Au fond de l'église, la tribune supporte l’orgue Joseph RINCKENBACH opus 190 de 1928. C’est un instrument à traction pneumatique à 24 jeux d'orgue sur deux claviers manuels et un pédalier : ce qui représente 1580 tuyaux de toutes tailles et des kilomètres de conduites en plomb.
Chœur

Éclairé par trois hautes fenêtres gothiques, le chœur présente une rehausse du maître-autel sous la forme d’un retable en bois polychrome. L’ouvrage raconte la vie de saint Jean-Baptiste en quatre tableaux. Il fut payé par souscription pour marquer le passage du XIXe au XXe siècle et sa réalisation confiée aux ateliers d’art religieux Théophile Klem de Colmar.

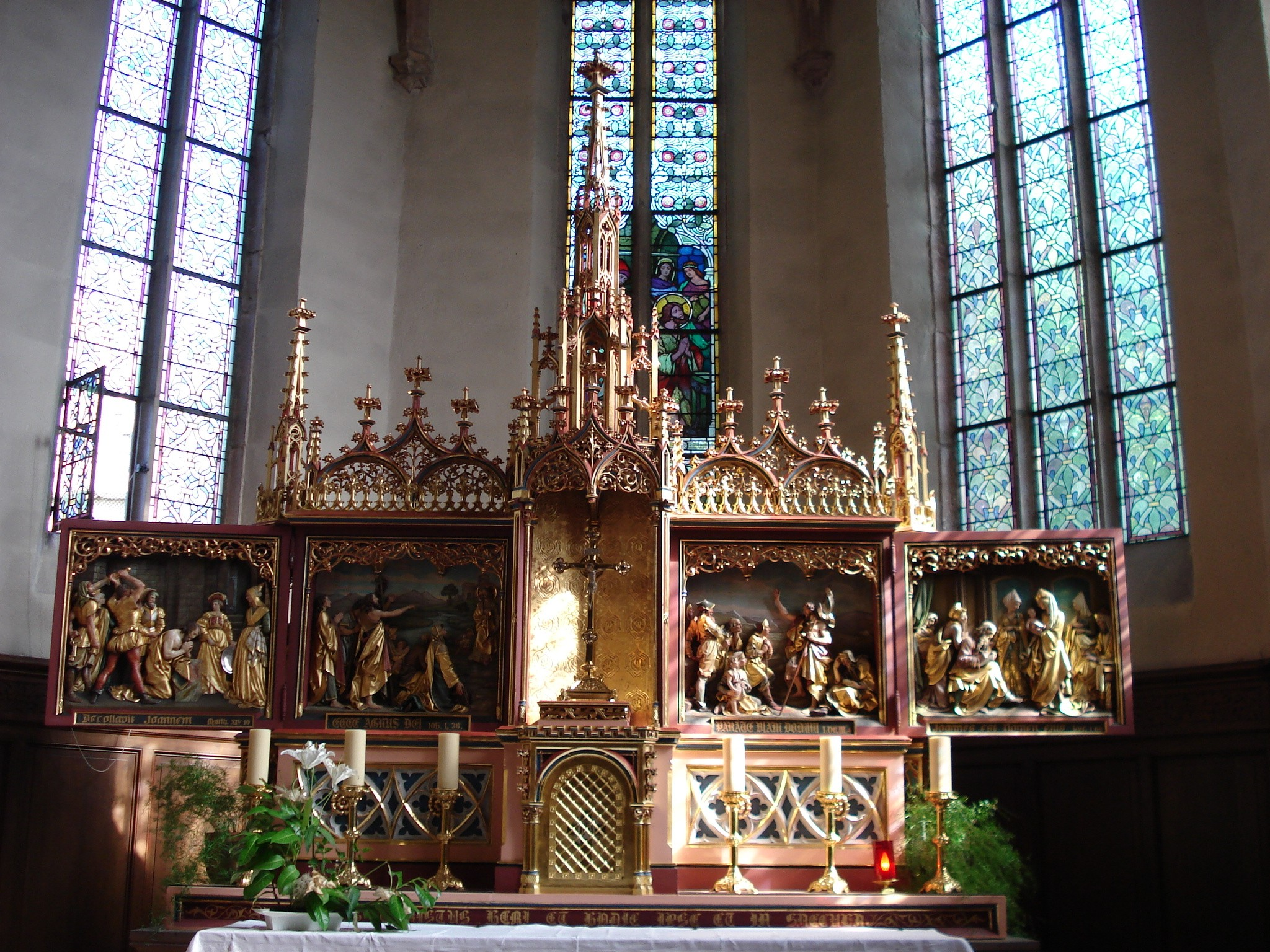
Le retable en bois polychrome

Panneaux déployés, le retable se lit de droite à gauche, comme les livres orientaux:
Le premier panneau relate la circoncision de Jean au temple pendant que Zacharie écrit son nom sur une tablette (« Joannes est nomen ejus »). Le 2e  relate la prédication de Jean dans le désert : « Préparez les chemins du Seigneur » (« Parate viam Domini »). Le 3e  relate la rencontre de Jean et de Jésus au Jourdain : « Voici l’Agneau de Dieu » (« Ecce Agnus Dei »). Le 4e relate le martyre de Jean dans la prison d’Hérode à cause d’une promesse inconsidérée de ce dernier à sa fille. On lui fit subir la décollation. (« Decollavit Joannem »).
Bas-côté nord
La première travée du bas-côté nord est en surélévation par rapport au niveau de la nef. Entourée d'une grille en fer forgé, cette rehausse se trouve au-dessus de la crypte du XIIIe siècle. Elle communique avec la petite chapelle Saint-Sébastien attenante au chœur. Quant au niveau inférieur, à savoir la crypte et son prolongement sous la chapelle, ils ont fait l'objet de travaux d'excavation et de déblaiement en 1979-80, ce qui a permis de remettre au jour les ouvertures vers l'extérieur (fenêtres et porte) de cette partie semi-souterraine.
Bas-côté sud

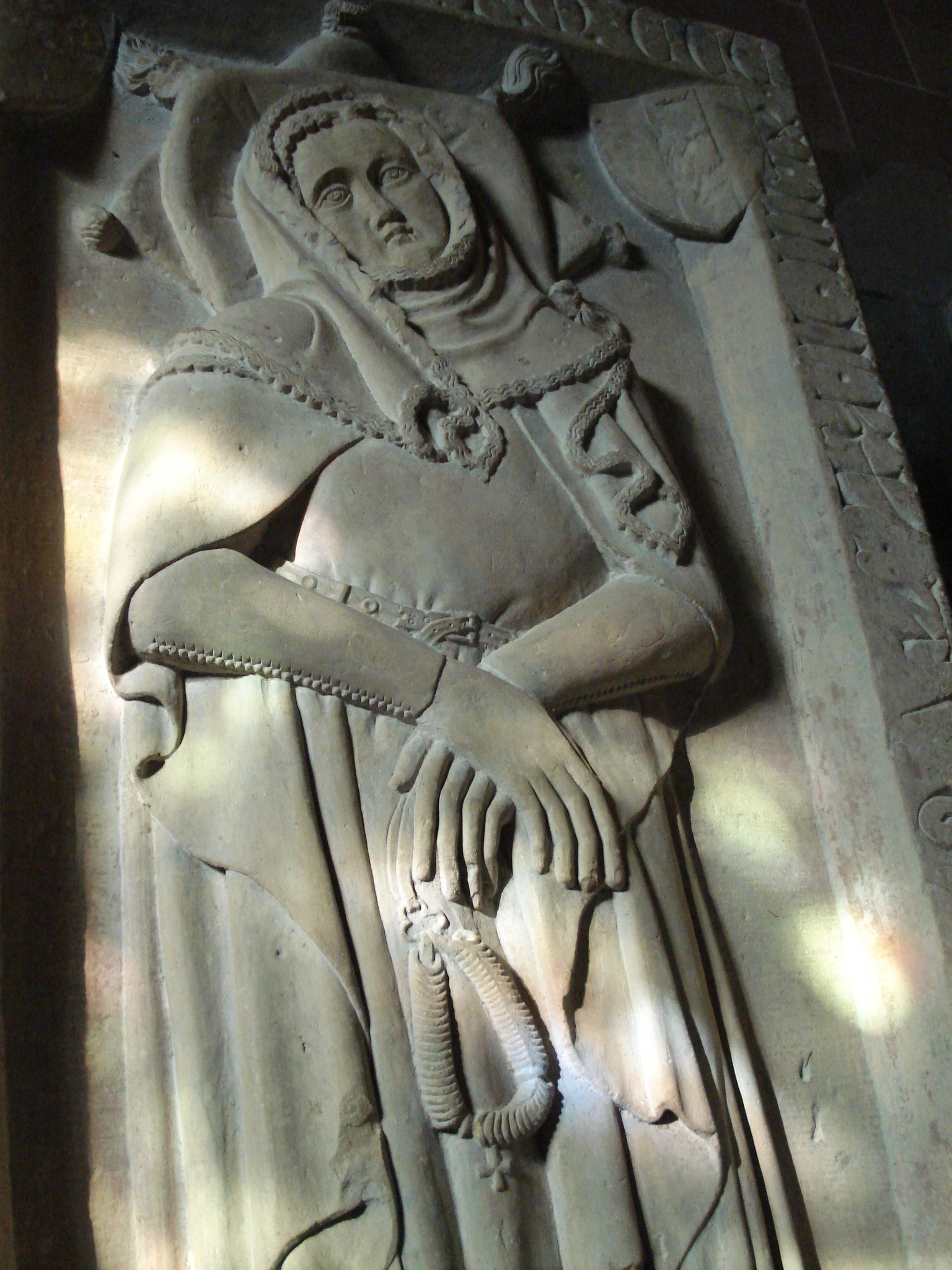
Le soleil à travers un vitrail éclaire le gisant d'Anna de Wattwiller

 Dans la première travée du bas-côté sud se trouve la dalle funéraire d'Anna de Wattwiller, ainsi que deux fresques murales du XVe siècle.
Anna von Watweiler était l'épouse du bailli chevalier Rudolf, prévôt de Wattwiller. Elle décéda le 2 août 1344 et fut inhumée dans cette chapelle. La dalle est travaillée avec art et les détails sont rendus avec soin. La gisante tient en ses mains un chapelet fait de 50 écailles de poisson. Sa tête est entourée des blasons des nobles de Wattwiller (3 losanges = « Wecken » en allemand dialectal) et de Bollwiller (3 V). La dalle a été placée dans sa niche d’origine en décembre 1987, pied au mur comme en 1344, face à l'enfeu gothique décorée d'une fresque du XVe siècle représentant le Christ au mont des Oliviers.
La deuxième fresque de la même époque occupe l'enfeu en plein cintre ménagé dans le mur du bas-côté sud.
Le peintre a représenté la résurrection du Christ dans un style qui laisse apparaître des traits naïfs et des erreurs de perspective. Les donateurs de l'œuvre y figurent en bonne place : Rodolphe de Wattwiller, fils du précédent, conseiller du duc d'Autriche, bailli d'Ensisheim, ayant commandé les troupes de Haute-Alsace à la bataille de Morat/Murten contre Charles le Téméraire (1476); à ses côtés, son épouse Barbe de Hallwyl (de) (Barbara von Hallwyl) et les huit enfants du couple.
Dans l’enfeu roman de la 2e travée sud, se trouve la Pietà du XVIIIe siècle, retirée du 3e oratoire du chemin des pèlerins menant à Thierenbach. Elle a été restaurée par un artiste-peintre de Soultz, Louis Wiederkehr (1925-2010), qui a également œuvré en la basilique Notre-Dame de Thierenbach.

#### Cimetière des Uhlans

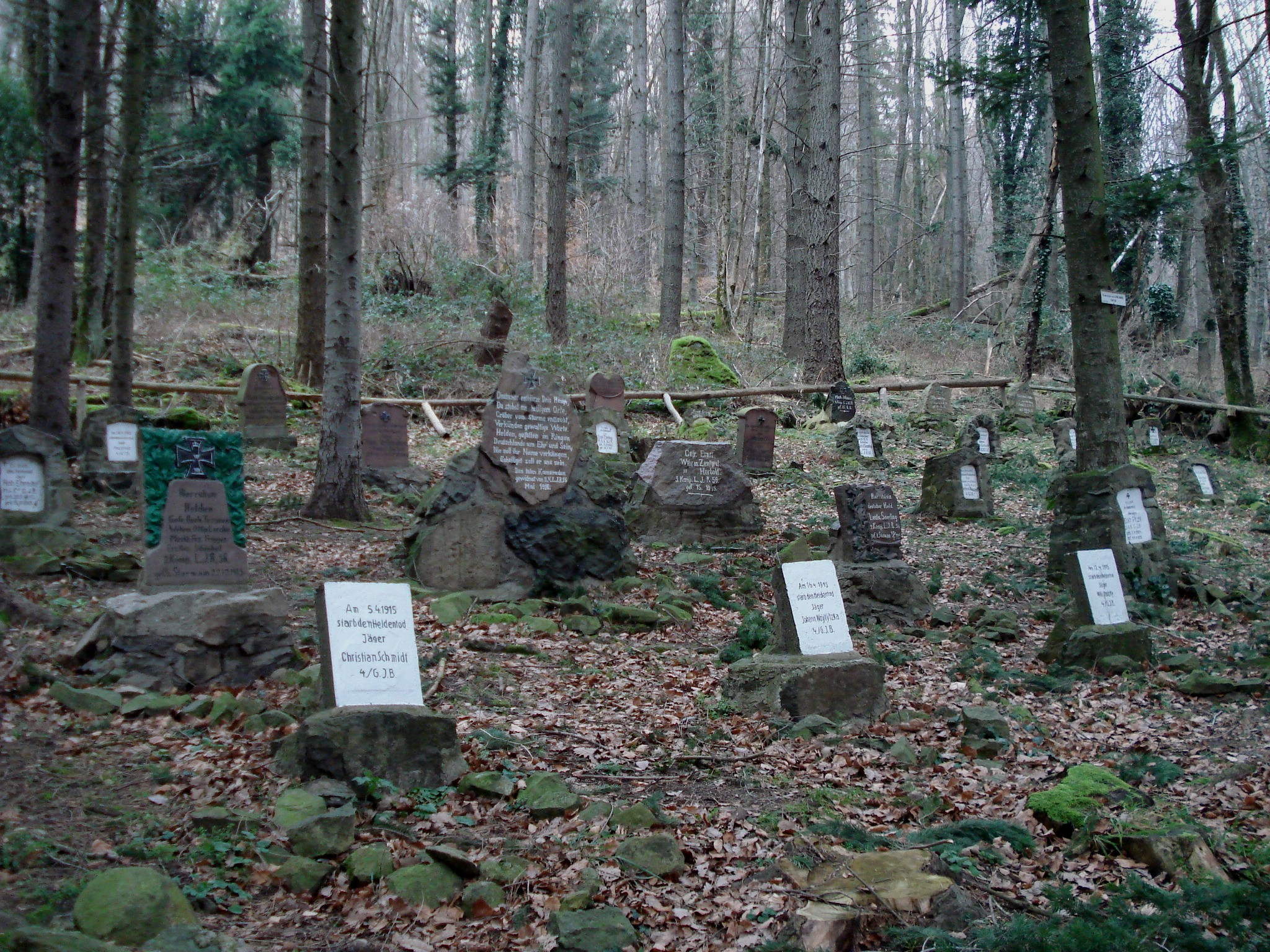
En pleine forêt : le cimetière des Uhlans

Le cimetière des Uhlans se trouve à la limite des bans de Wattwiller et de Hartmannswiller et conserve des stèles en pierres taillées qui marquent l'emplacement des tombes des soldats exhumés après la guerre. Il doit son nom à la dizaine de uhlans, cavaliers allemands équipés de longues lances, qui y ont été enterrés en avril 1915. On y enterra aussi d'autres soldats allemands, comme en témoignent des stèles qui mentionnent le 56e LIR (Landwehr Infanterie Regiment) et le 4e Garde-Jäger Batallion.

#### Monument national duVieil Armand(Hartmannswillerkopf)

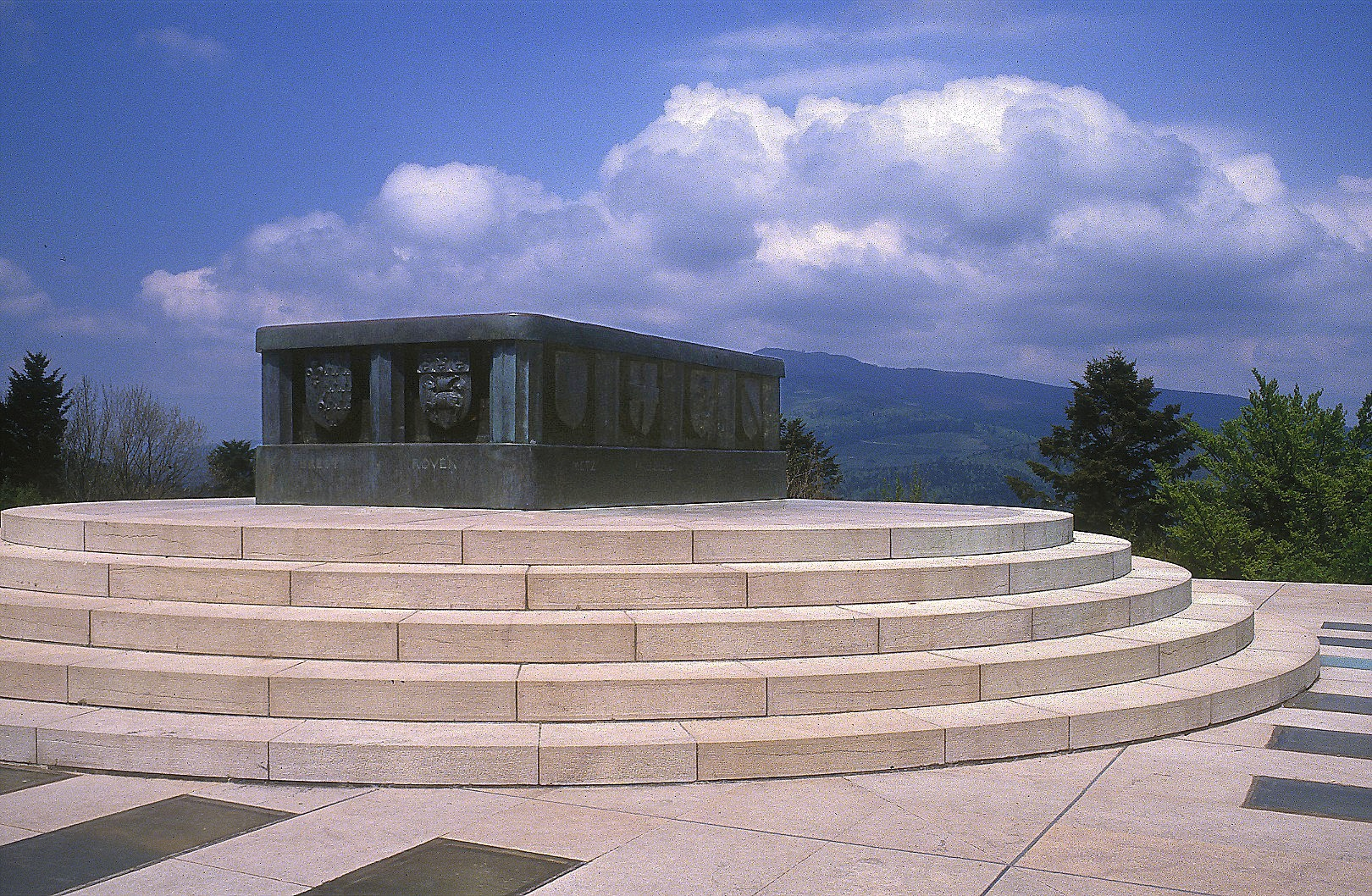
L'autel de la patrie sur l'esplanade.

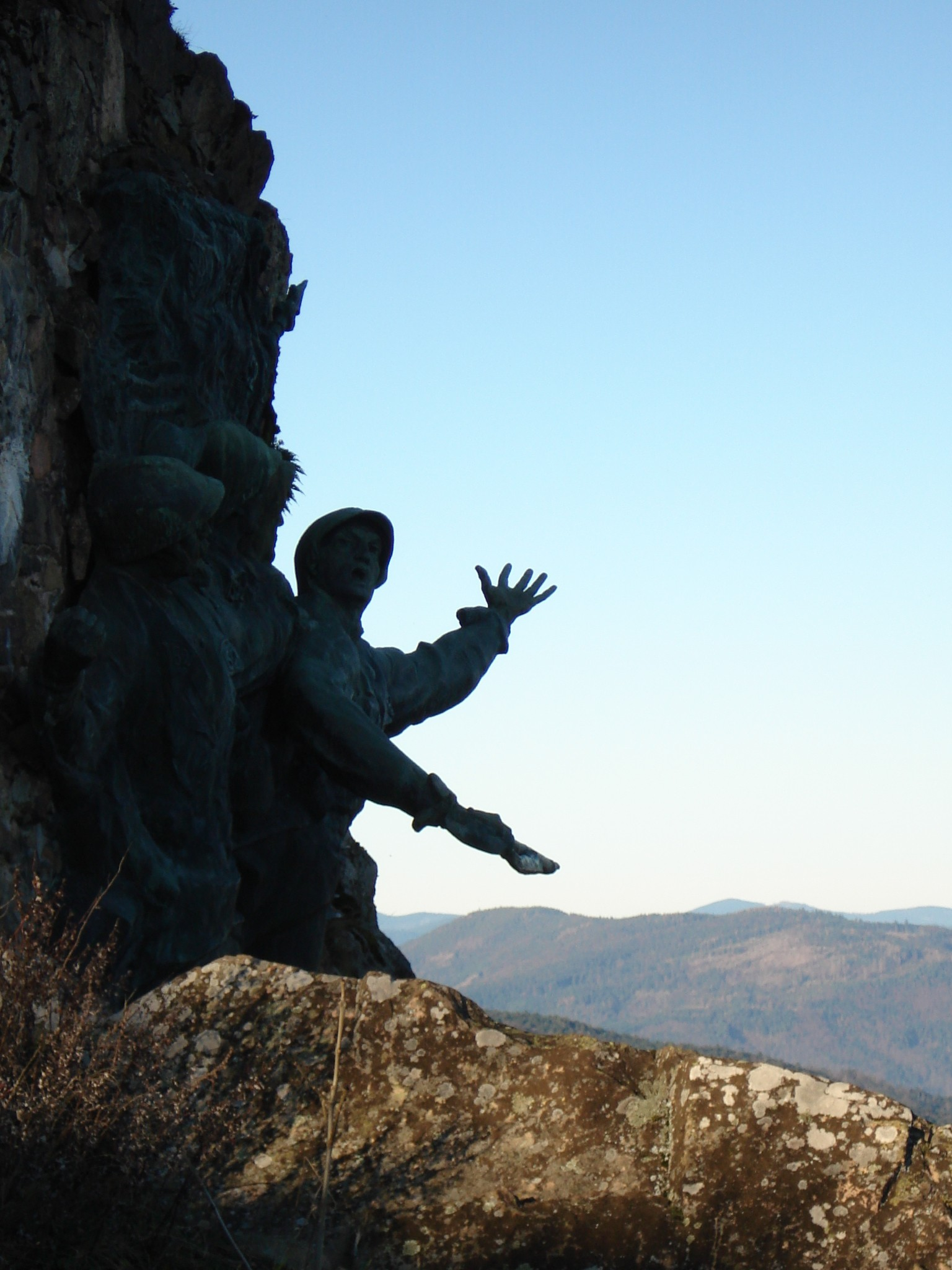
Le monument du RI vu de profil.

Outre la vaste nécropole, le site comprend un mémorial érigé en monument national. Depuis la route des Crêtes, on accède, sur le même niveau, à la crypte-musée et par des escaliers à l'esplanade surmontée de l'autel de la patrie. La crypte renferme les restes de 12 000 soldats sous une imposante plaque de bronze, ainsi que trois autels disposés sur les côtés. L'autel de la patrie, ainsi que les archanges placés à l'entrée de la crypte sont l'œuvre du sculpteur français Bourdelle.
Le monument du 152e RI se trouve à une distance appréciable de la crypte, adossé contre le rocher que les Allemands appelaient Aussischtsfels et les Français « roche Hellé ». On y parvient après avoir cheminé sur plus d'un kilomètre à travers le champ de bataille, réparti de part et d'autre du sommet principal (altitude 956 m), où se dresse une croix monumentale de 22 m de haut.

#### Cimetière militaire du Silberloch

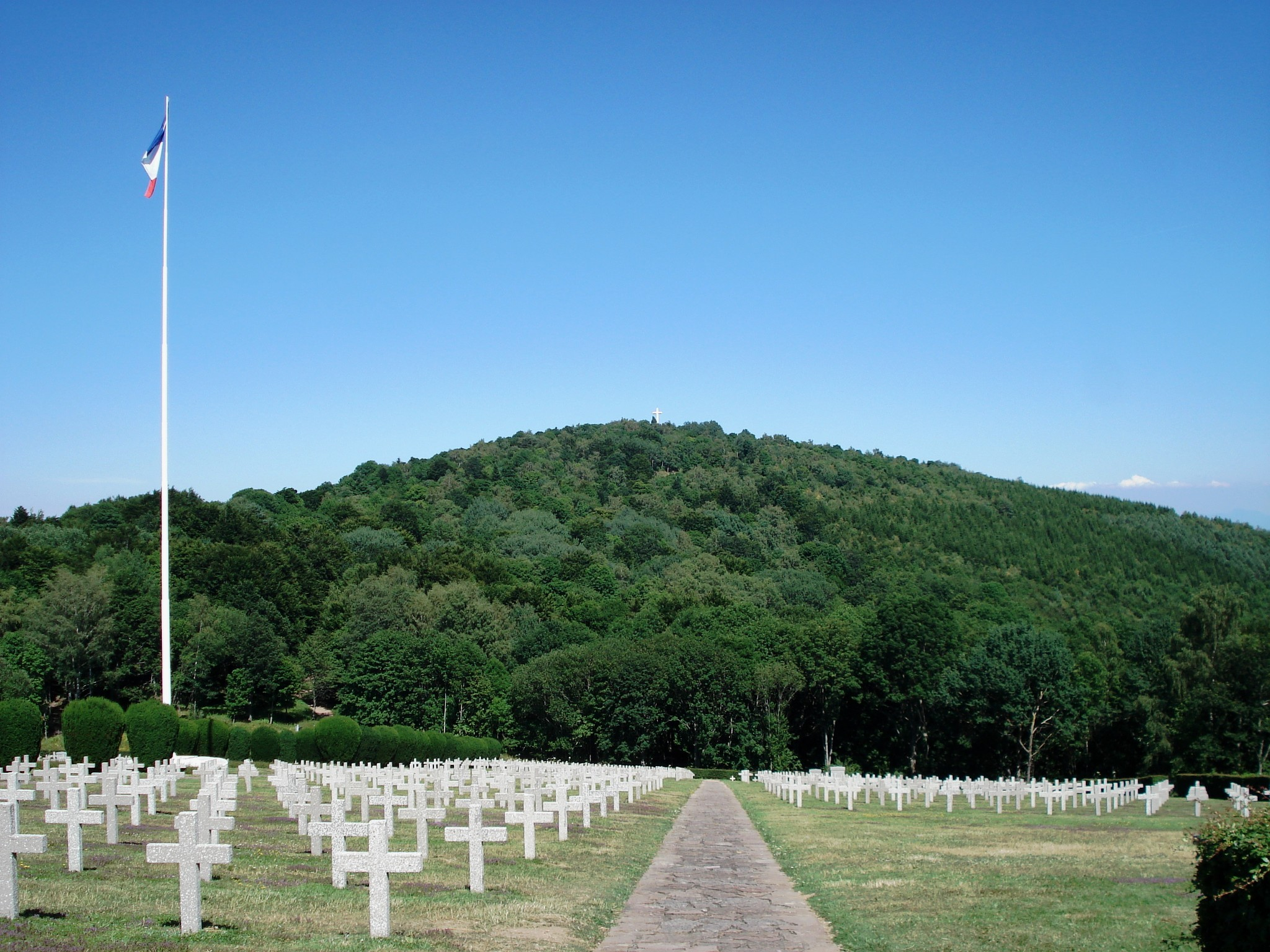
Cimetière du Silberloch. Au fond : sommet du Hartmannswillerkopf

Le col du Silberloch (litt. « le trou d'argent ») se présente comme une légère dépression entre un contrefort du Molkenrain (alt. 1 126 m) et le promontoire rocheux du Hartmannswillerkopf (alt. 956 m) qui le prolonge, séparant ainsi le versant de Wattwiller du versant de Wuenheim. La nécropole occupe une surface de 2 hectares entre le col du Silberloch et l'esplanade surmontée de l'autel de la patrie. Elle comprend 1 260 tombes individuelles de soldats français tombés durant les violents combats de 1915 et 1916.
Situation administrative du site : Le cimetière, ainsi que le mémorial (crypte et monument national) sont propriétés de l'État. À l'origine, comme la limite intercommunale suit la ligne de crête entre le sommet du Molkenrain et le sommet du Hartmannswillerkopf, une grande partie du cimetière et de l'emprise du mémorial se situait sur le ban de la commune de Wattwiller.

## Autres sites et monuments

### Fontaine Saint-Sébastien

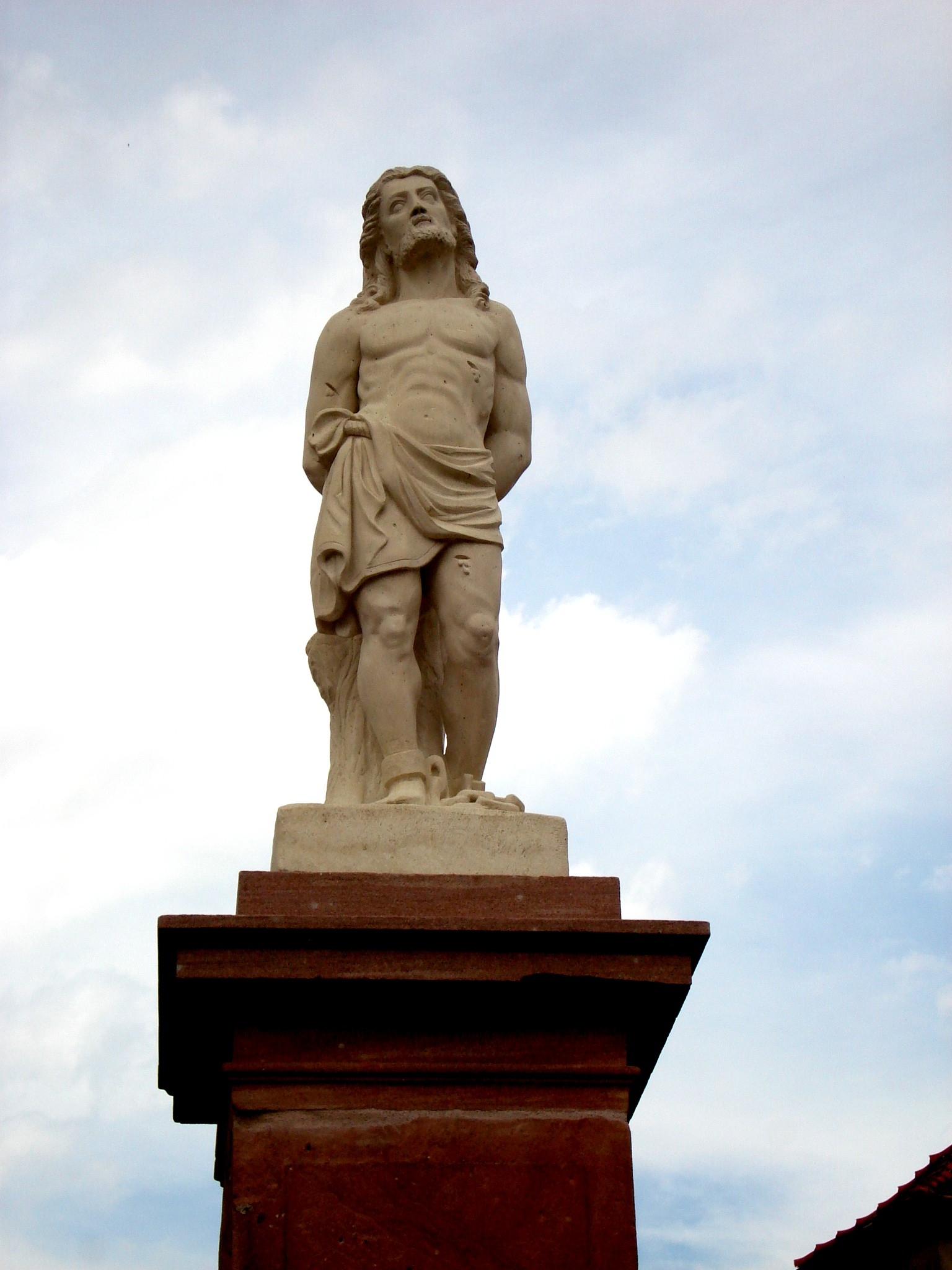
Statue de Saint Sébastien surmontant la fontaine

Il s’agit de la fontaine octogonale qui se trouve près de l’intersection de la rue du Général de Gaulle et de la rue du Molkenrain/Schützenrain, sur la place des Tilleuls encore appelée Tuechbleich. Elle fut construite en 1866 et comportait à l’origine une statue de Saint Sébastien en grès rose posée sur une colonne centrale. Saint Sébastien est le patron des arbalétriers et des arquebusiers chargés de défendre la cité. Ces derniers disposaient, aux XVe et XVIe siècles, d’un terrain d’entraînement situé dans l’angle nord-est de la « ville » et qui prit le nom de Schützenrain.
Le 25 juin 2006, lors d’une violente tempête, la statue et la colonne centrale furent fortement endommagées par la chute d’un tilleul centenaire. Les autorités de la commune la firent alors remplacer par une statue presque à l’identique en pierre blanche. Les quatre becs d'écoulement sont alimentés par le réseau de distribution communal.

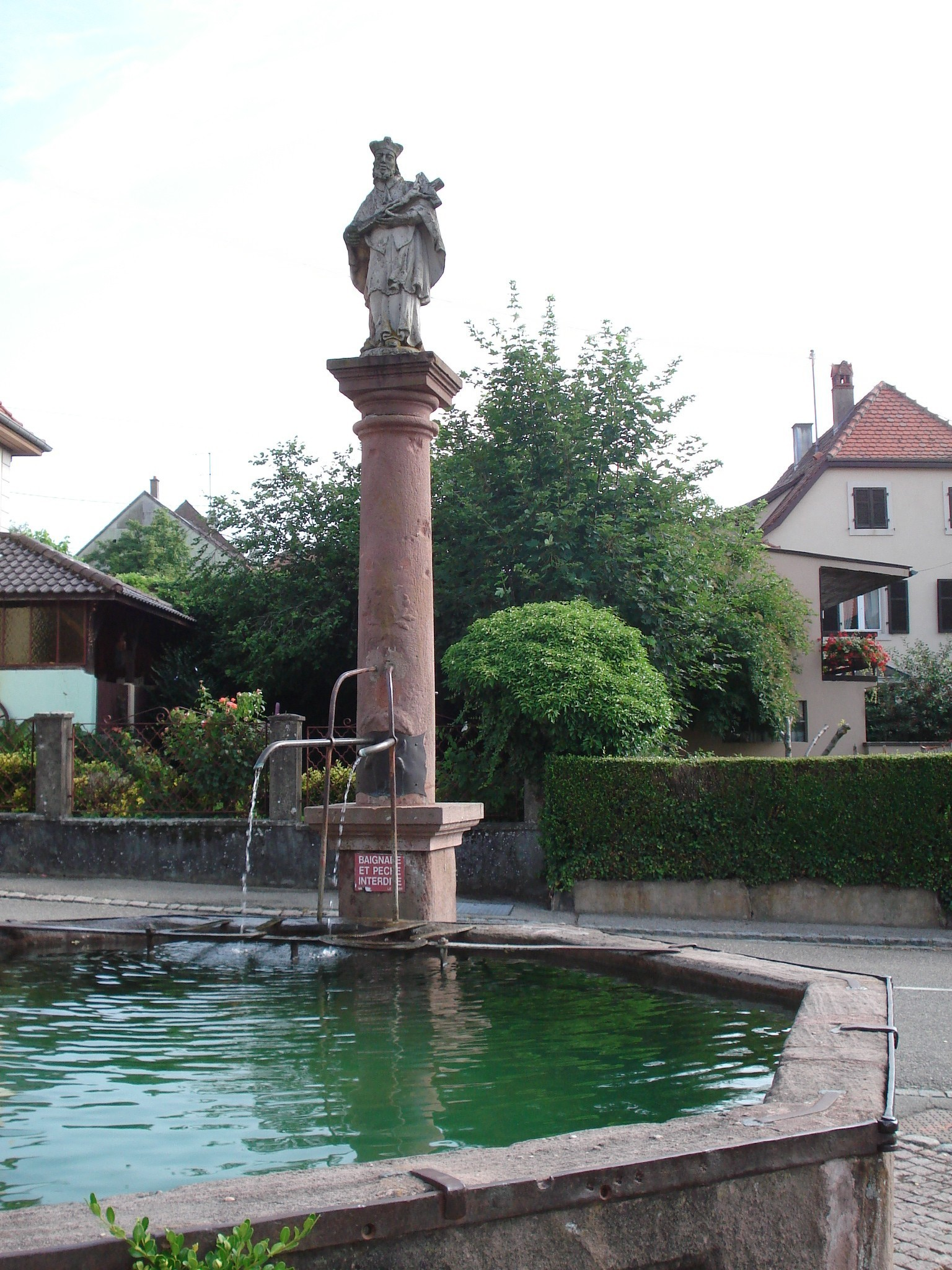
Fontaine Saint-Népomucène avec bassin octogonal.

### Fontaine Saint-Népomucène
Près de l'église, devant le presbytère, cette fontaine est mentionnée dès 1487. Elle comprend un grand bassin octogonal et un bassin rectangulaire taillés dans le grès rouge vosgien. Saint Népomucène, dont la statue surmonte la colonne centrale, fut vénéré comme patron des ponts, des fontaines et des cours d'eau, en souvenir de sa noyade tragique dans la Moldau (Vltava) à Prague.

### Fontaine de Gohr

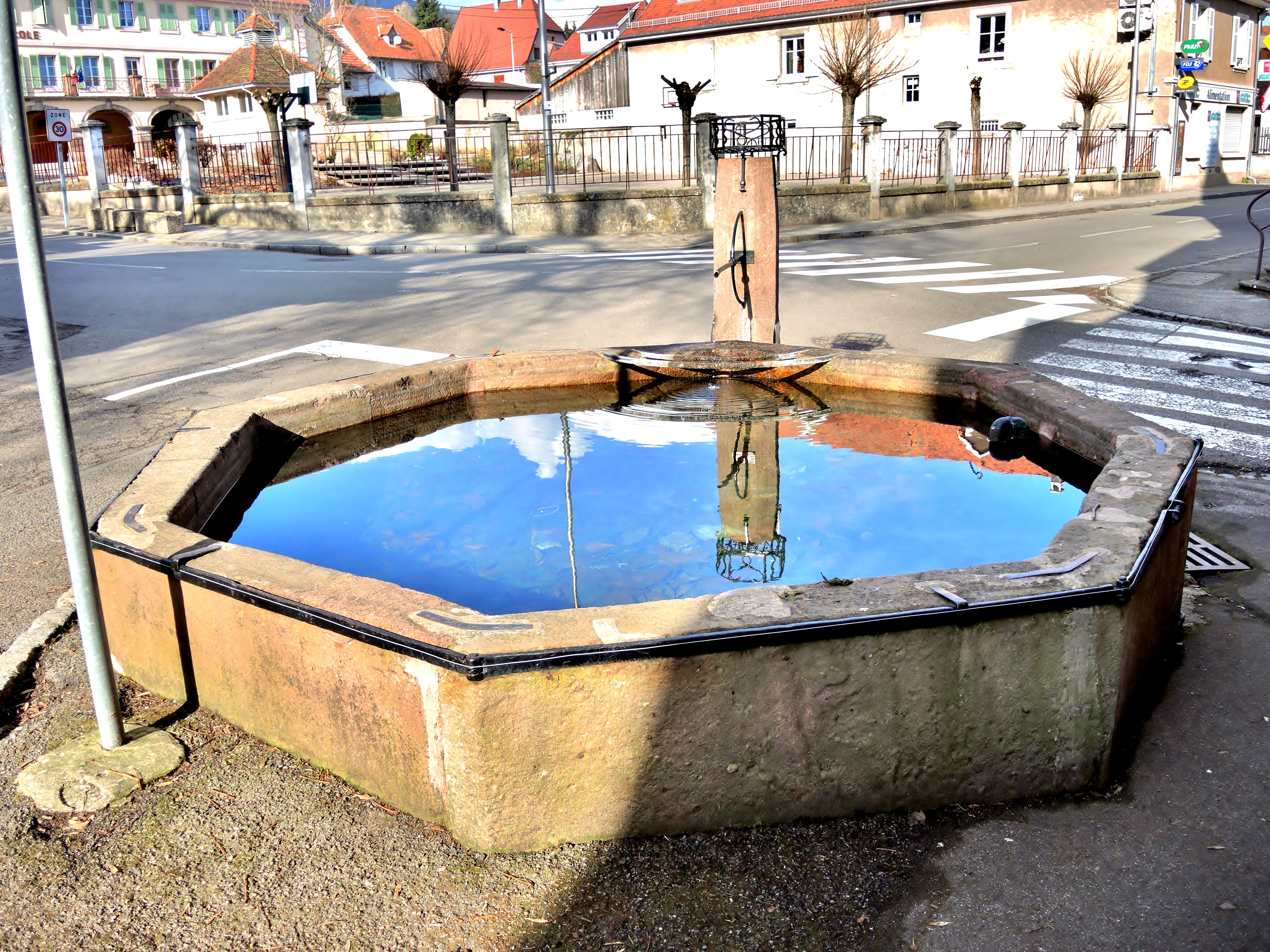
Fontaine de Gohr.

Sans doute aussi ancienne que la précédente, elle est mentionnée en 1577 pour avoir été reconstruite à cette époque. Le chapiteau qui surmontait le fût monolithique portait les armes et la statue du prince-abbé de Murbach, mais cette superstructure disparut à la suite des bombardements de 1914-18. Le vieux bassin octogonal est cerclé de fer, comme celui des deux autres « Stockbrunnen ». Le terme de « fontaines monumentales » parfois utilisé pour désigner ce type de fontaines, ne traduit qu'imparfaitement leur caractéristique principale, à savoir la présence d'un fût columnaire surmonté d'une statue.

### Fontaine du Haut
Elle se compose de deux bassins rectangulaires en grès. Sa valeur historique repose sur le fait qu'elle fut aménagée en 1786 à la suite d'une demande des habitants du quartier haut de la ville adressée au Conseil souverain d'Alsace.

### Calvaire de Gohr(Gohrakritz)
(Rue d’Uffholtz/Mehlawag)
Cette croix érigée en 1694 porte l’inscription : « Leopold de Gohr – Jésus, fils de David, aie pitié de moi ». Le chevalier Leopold Elie de Gohr (1653 - 1721) était au service du duc de Bavière. Il était le fils du bailli de Wattwiller, issu de la maison de Brandebourg, et l’héritier des nobles de Wattwiller.

### Croix du curé Koch

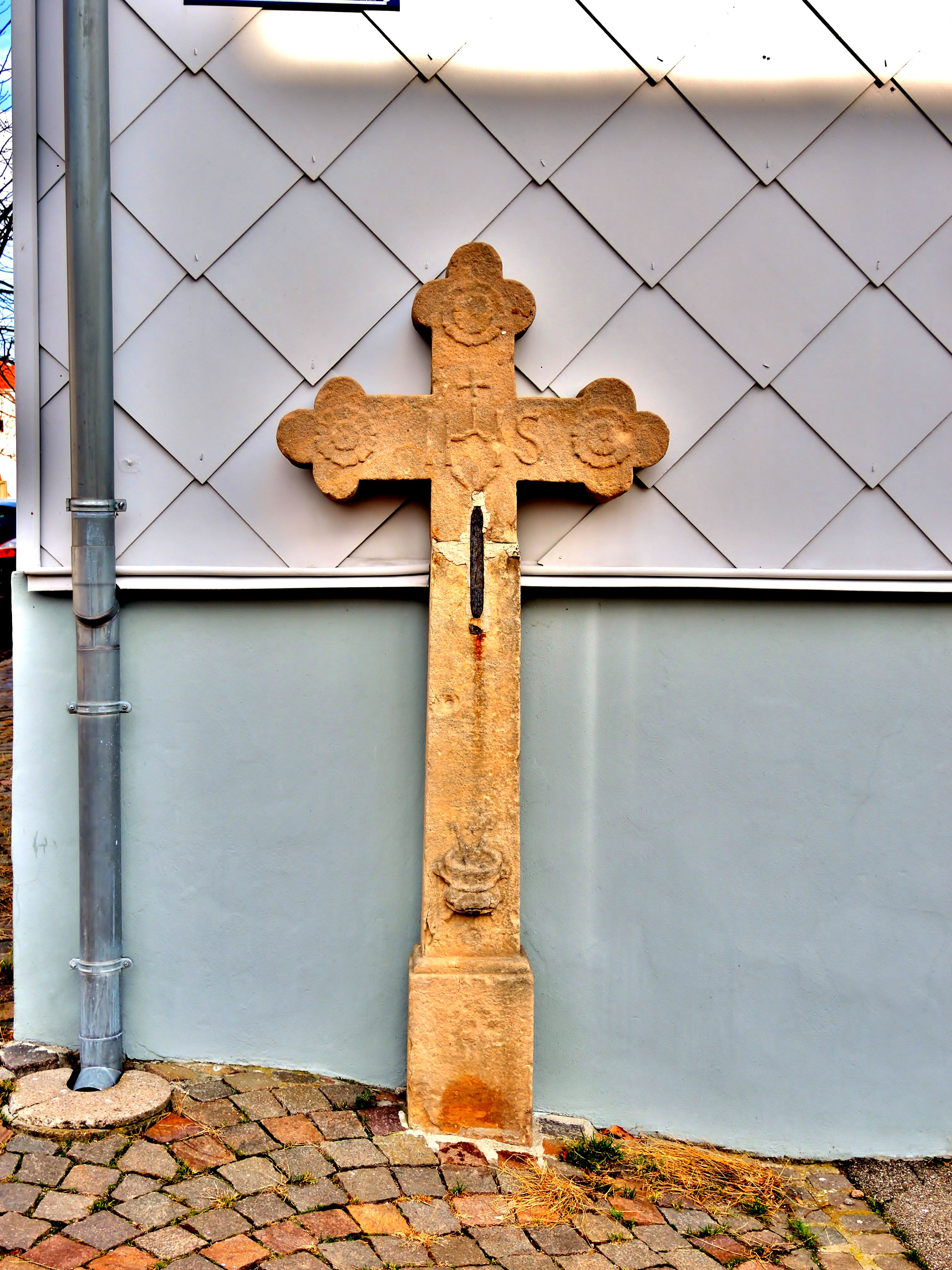
Croix du curé Koch

Au coin de la rue du Général de Gaulle et de la rue d’Uffholtz /Mehlawag). Cette curieuse effigie de 1698, due à un curé originaire de Suisse, Jacob Koch, se compose de la croix et du monogramme du Christ, mais aussi de deux motifs humoristiques, une marmite et deux cuillères, destinés à rappeler le nom du curé et son penchant pour la bonne chère.

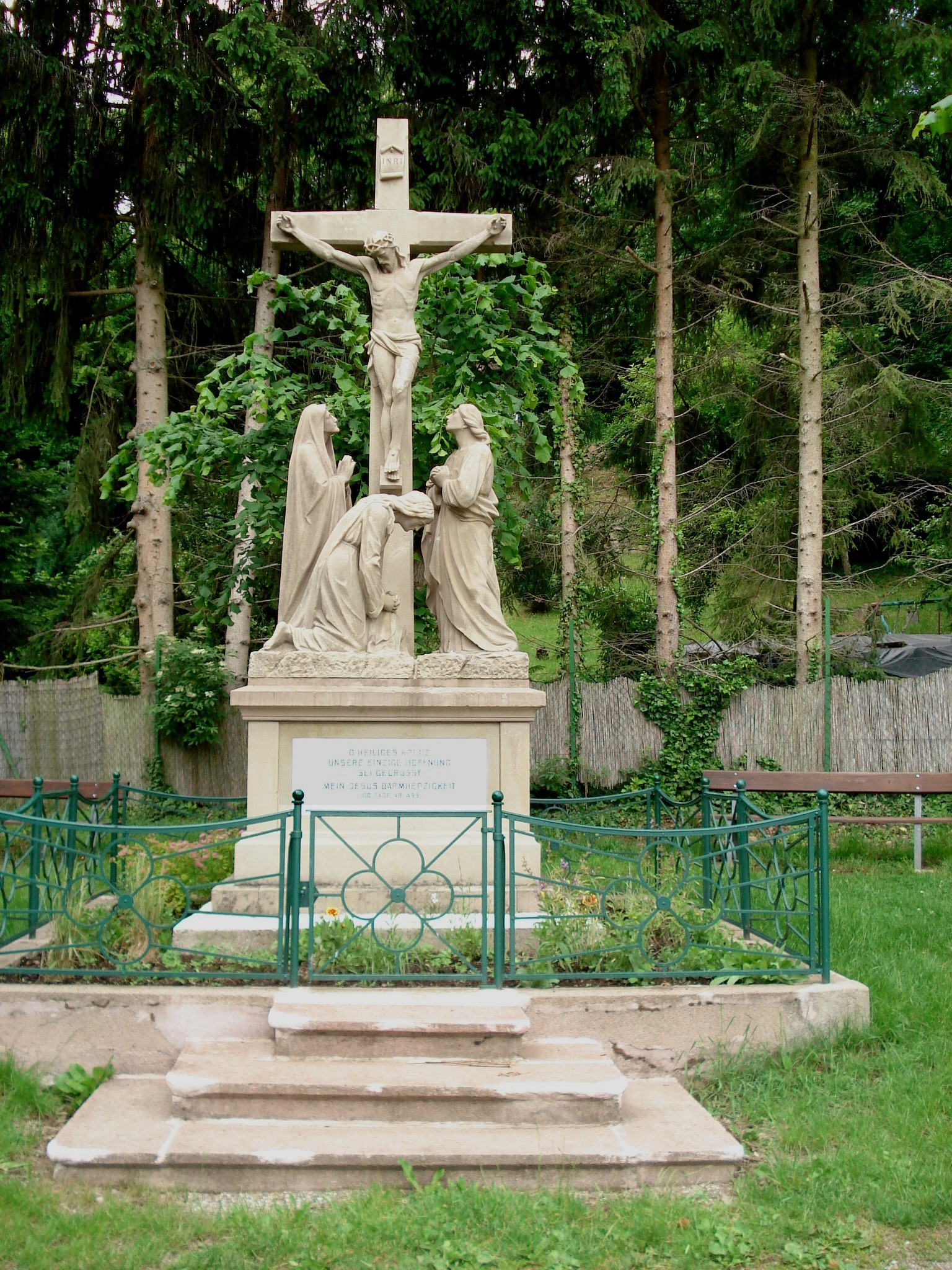
Calvaire de la place du Dürrenberg

### Calvaire du Dürrenberg
Sur la petite place du Dürrenberg, en haut du village, tout près de la zone de captage des eaux minérales, se dresse un calvaire dont l'origine remonte à 1861. Par suite des destructions, il a été reconstruit en 1933, puis rénové par traitement des surfaces en 2008, dans le cadre d'un plan quinquennal de rénovation de tous les calvaires du ban communal.
À quelques mètres du calvaire, le Club Vosgien a installé un beau panneau-portique fournissant des informations à l'intention des randonneurs et des touristes.

### Croix "Ablass"(Ablǎsskritz)
Cette autre croix datant de 1861 se dresse sur un petit espace vert non loin de la salle Katia et Maurice Krafft. Son socle, entouré d'une grille, porte des ornementations sculptées, une plaque représentant en relief les instruments du supplice de la crucifixion, ainsi que l'inscription de la prière qui s'accompagne d'une indulgence (= Ablass). 

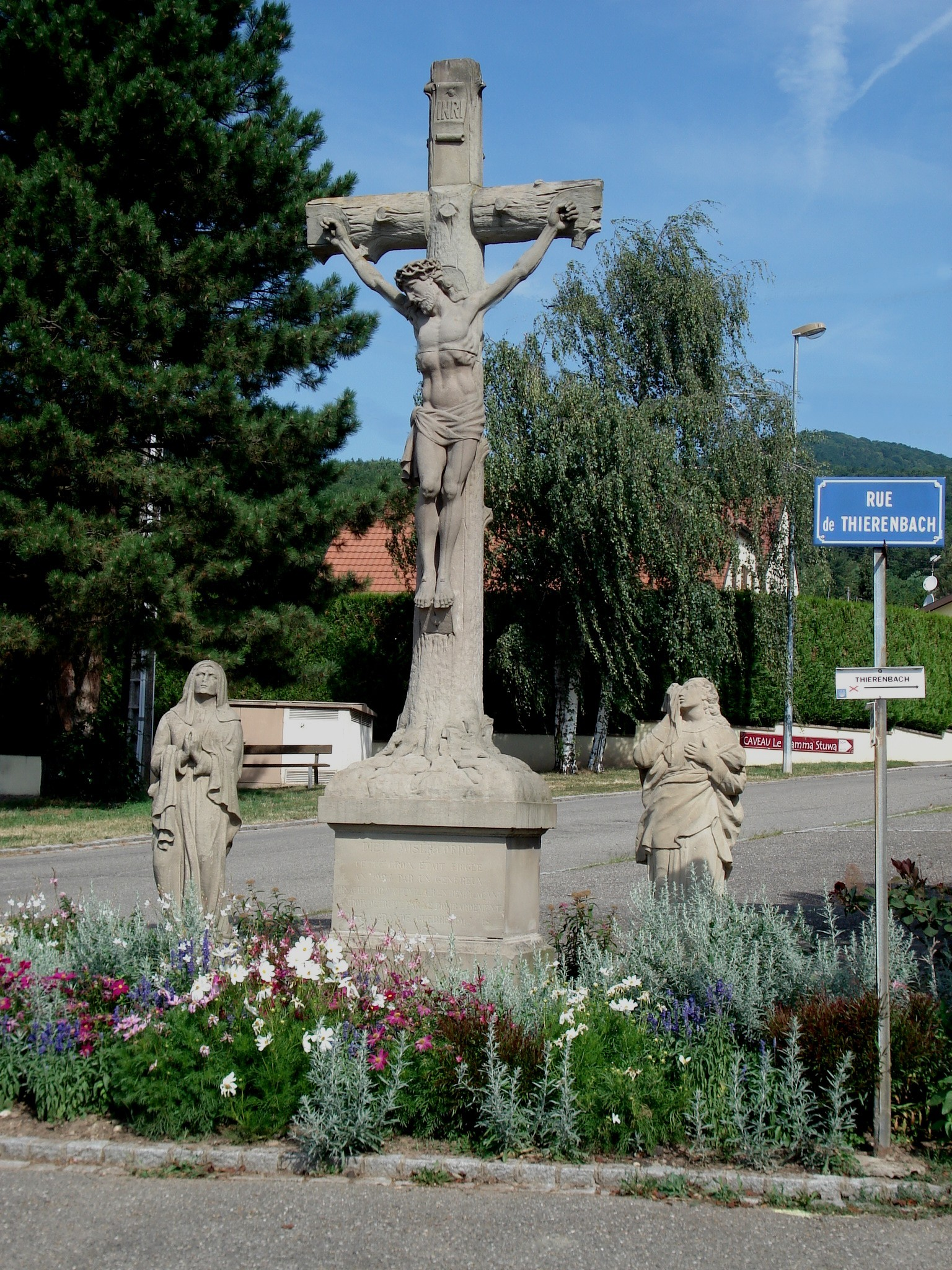
"Thierebǎcherkritz"

 Un traitement des surfaces effectué en 2007 lui a rendu son aspect d'origine.

### Calvaire de Thierenbach(Thierebǎcherkritz)
Appelée ainsi en raison de son emplacement dans le haut du village à l'endroit où la rue de Thierenbach mène au chemin des Pèlerins. Ces deux voies se confondent également avec l'itinéraire du chemin de St Jacques de Compostelle qui longe le piedmont des Vosges dans sa partie alsacienne. D'après les inscriptions, la restauration de cette croix et des deux statues attenantes fut offerte en 1924 par un donateur anonyme en remplacement d'un calvaire endommagé par les bombardements de 1914-18.

### Château de Gohr
Situé en contrebas de l'église, sur l'emplacement d'une ancienne cour franche (Freihof), ce fut la résidence de la famille de Gohr, héritière de la famille de Wattwiller. Il se présentait avant la guerre 1914-18 comme une imposante demeure à deux étages sans grande ornementation architecturale. Ayant souffert des bombardements de 1915, il fut reconstruit en 1931 dans un style néo-classique propre à cette période par l'architecte Jean Gilodi, qui édifia également le château Hagenbach. Il sert toujours de lieu de résidence.

### Château Baudry
Château construit pour l'industriel Baudry,
.
Ce château a été construit pour l'industriel Baudry avant 1930 par les architectes Schulé et Doll. En 1956 la propriété est acquise par l'entreprise Pont-à-Mousson qui la transforme en colonie de vacances.

### Château fort Herrenfluh

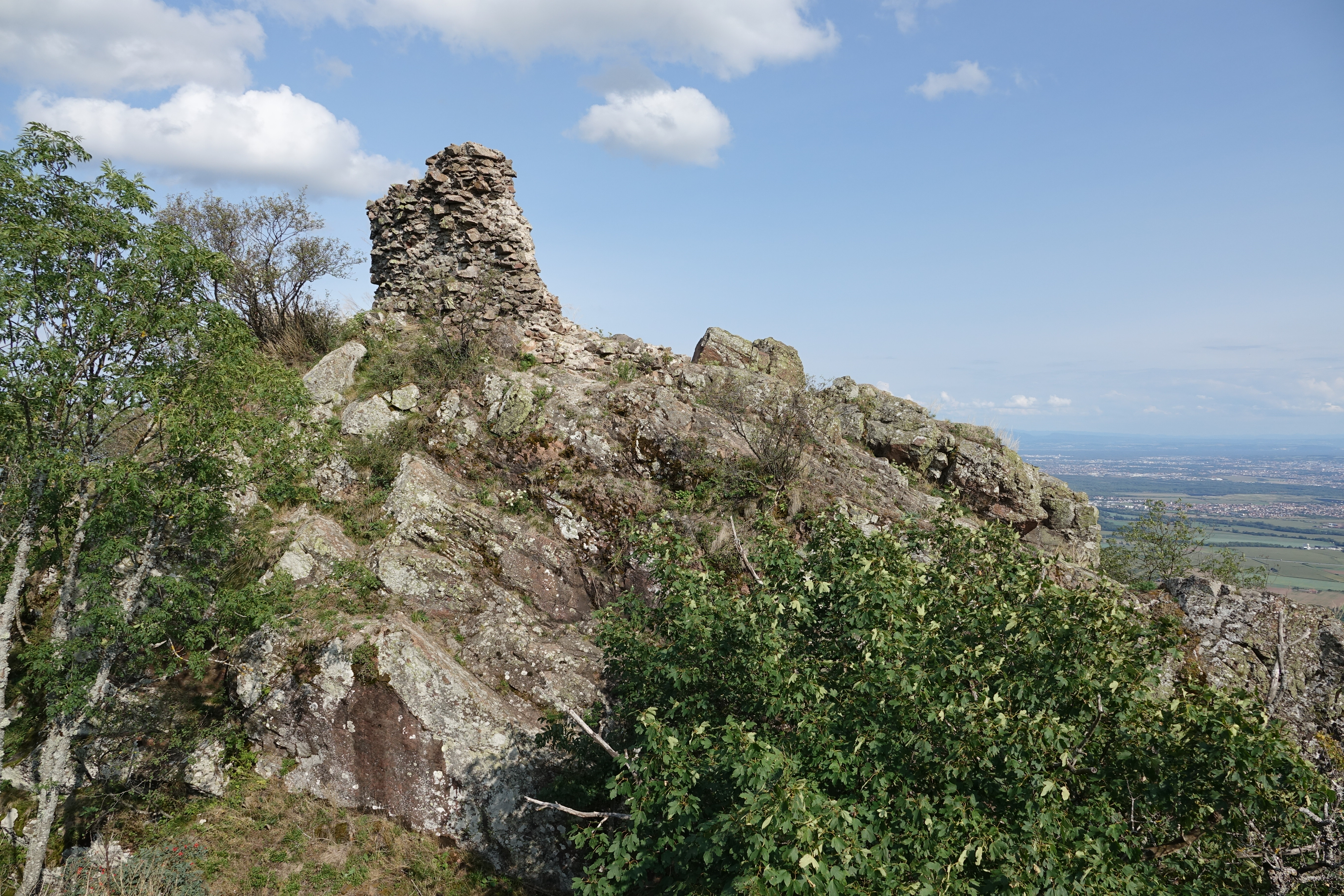
Les ruines du château.

Le château sur le rocher de Herrenfluh,.

### Château Hagenbach

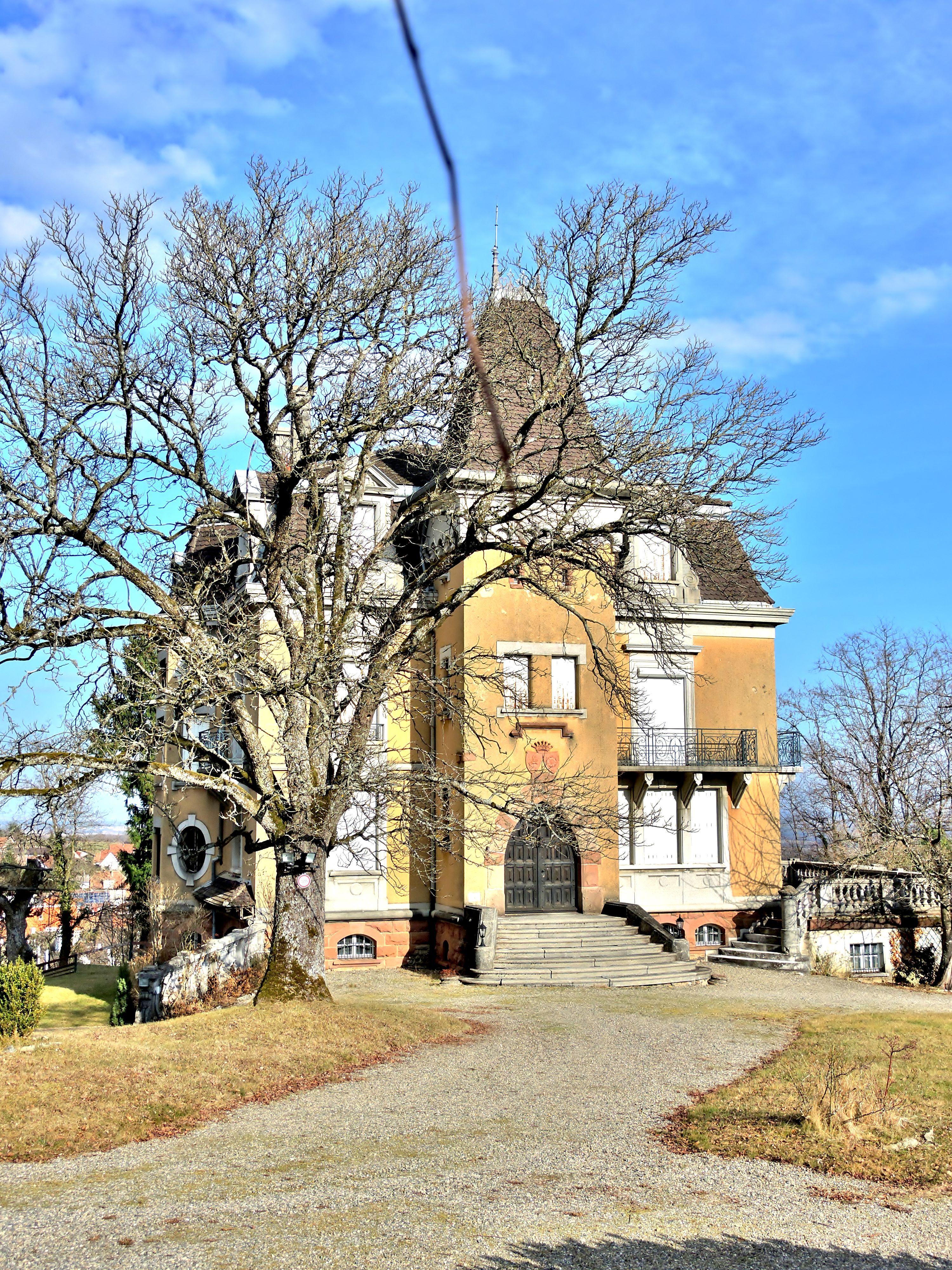
Château Hagenbach.

L'actuel bâtiment que les villageois appellent « château jaune » fut construit par le baron de Reinach en 1928 sur la colline du Weckenberg. Il se trouve à peu de distance de l'ancien château médiéval disparu  ayant appartenu aux nobles de Wattwiller jusqu'au XVIe siècle, puis à la famille de Hagenbach jusqu'à sa destruction durant la guerre de Trente Ans.

### Hirtzenstein
Lieu emblématique et historique situé sur un épaulement de la pente sud-est du Molkenrain et dominant le village de ses quelque 570 m. Un rocher quartzitique (proximité de la faille vosgienne) en émerge telle une forteresse. Les princes-abbés de Murbach en profitèrent pour y ériger un château fort (1265), qui fut donné en fief aux nobles de Wattwiller à partir de 1358. Assiégé à plusieurs reprises, d'abord par les Suisses en 1468, puis par les rustauds en 1525, il ne résista cependant pas à la furie destructrice de la guerre de trente ans.
Pendant les affrontements de la première guerre mondiale, les Allemands y installent un poste d'observation et creusent des galeries dans le rocher. Du château il ne subsiste actuellement que la base d'un mur et un fossé.
Après les hostilités, les lieux retrouvent une vocation plus paisible avec la construction d'une auberge - sur l'emplacement d'une ancienne bergerie, semble-t-il - dans la clairière située en arrière du rocher.
En 1955 est fondée la Maison familiale de vacances du Hirtzenstein. Le domaine comprenait alors 12 ha de terres et de forêts. Pendant 40 ans, la maison familiale a accueilli des familles, des touristes, des colonies de vacances, toujours en quête d’accueillir au mieux ses hôtes et de partager avec eux le plaisir et le bien-être procurés par une région saine, où la nature est riche et respectée.
Aujourd’hui, c’est le Domaine du Hirtz qui vous accueille.

### Tranchées, abris et bunkers
De nombreuses tranchées, des galeries creusées dans le rocher, des abris et des bunkers sont disséminés sur la croupe sommitale, mais aussi sur les pentes du Hartmannswillerkopf. Certains ouvrages sont bien conservés, d'autres ont été restaurés, d'autres enfin sont effondrés. Sur le versant sud orienté vers Wattwiller, on peut découvrir et visiter les ouvrages suivants :
- la "Suisse lippique" (all. Lippische Schweiz), une tranchée aux parois bétonnées, installée sur la forte pente entre le chemin "Dickbuchenweg" (560 m) et le rocher „Unter Rehfelsen“ (766 m) ;
- la tranchée en escalier du „Himmelsleitergraben" et son prolongement, le „Weihnachtsgraben", qui relient le „Mittler Rehfelsen" (820 m) à la crête sommitale (956 m) ;
- la "Feste Bamberg", une fortification située au-dessus du „Unter Rehfelsen“ (766 m) ;
- les bunkers "Ratz", "Großherzog" et "Rohrburg" à proximité de la crête sommitale ;
- l'éperon rocheux du "Aussichtsfelsen" (932 m) avec le monument du  152e RI (920 m) sur sa face Est ;
- le monument Serret (760 m), une stèle érigée à la mémoire du général Serret, tombé en ce lieu ;
- le fortin Mégard ;
- le fortin Sermet ;
- l'abri du 2e Génie ;
- l'abri de la Roche Amic.

## Personnalités liées à la commune
- Katia Krafft, née Conrad, le 17 avril 1942 à Soultz (Haut-Rhin), géochimiste et volcanologue.
- Maurice Krafft, né le 25 mars 1946 à Mulhouse (Haut-Rhin), volcanologue et géologue français indépendant.

Katia et Maurice étaient réunis par une même passion, celle des volcans du monde entier. En 1977, ils acquièrent une maison à Wattwiller, y séjournent entre deux expéditions et y accumulent une énorme quantité de photos, de films, de collections pétrographiques et iconographiques relatives aux volcans. Ils succombent ensemble le 3 juin 1991 dans la fournaise d'une nuée ardente pendant l'éruption du mont Unzen au Japon. En souvenir de leurs attaches avec la commune, la salle polyvalente du village porte désormais leur nom.

## Fondation François Schneider - Centre d'art contemporain

### Un centre d'art sur le thème de l'eau
Le centre d'art a été ouvert en 2013. il est en partie installé dans l'atelier désaffecté des anciennes sources thermales. Le projet de restauration et d’agrandissement du site a été confié à l’architecte Daniel Villotte.
Situé au pied du Vieil Armand, sur cette route chargée d’histoire qui mène également au Hirtzenstein, l’ensemble dispose de plus de 2 000 m2 d’exposition. Pour ce lieu d’exposition et afin de rappeler la thématique de l’eau, le principe général de l’aménagement intérieur a été conçu sur l’idée de pureté, transparence, translucidité et fluidité. Dans son ensemble, le centre d’art est réalisé avec des transitions entre l’intérieur et l’extérieur, sur les axes perpendiculaires et longitudinaux, afin que le visiteur ait le sentiment de voir se succéder les lieux du plus fermé au plus ouvert.
La programmation du Centre d’Art et l’action en faveur des artistes plasticiens se développent autour du thème de l’eau.
La Fondation François Schneider soutient des créateurs, inconnus du grand public, en acquérant leurs œuvres et en les exposant dans un lieu notoire et reconnu par le biais du concours.
Chaque année, le centre d'art présente trois expositions thématiques ou monographiques. En 2014, le centre d'art a accueilli les expositions Narcisse et Fabrizio Plessi.

## Analogues toponymiques
Wattwil : commune du canton de Saint-Gall (CH) – 8 174 habitants (2008) – arrosée par la Thur - Mention historique : Wattinwilare (857). Le nom du lieu se rapporte à un personnage nommé Wato et au latin villa qui désigne une maison, un habitat.
Wattweiler : commune de Rhénanie-Palatinat rattachée à la ville de Deux-Ponts  – environ 500 habitants – Mentions historiques : Watwilre (1180,1304,1326), Wattwiler (1564). D'après l'historien Ernst Christmann le nom de Wattweiler signifie ferme de Watto, ce nom étant le diminutif de Wadefred dans la vieille langue allemande utilisée par les Francs et les Alamans, Weiler étant issu du bas-latin villare, qui désigne une ferme.
Wattenwil : commune du canton de Berne (CH), district de Thoune, 2 755 habitants (2009) – Mentions historiques : Watenwile (1226), Wattenwille (1262), Watwile (1268), Watinwile (1276), Watenwil (1295). Dans ce cas aussi, le nom se rapporte au vieux haut-allemand (althochdeutsch) avec Watto et au latin in villa qui signifie maison où habite.

### Héraldique
| Blason de Wattwiller | Les armes de Wattwiller se blasonnent ainsi : « D'argent à une aigle de sable, au chef d'azur chargé de deux fleurs de lys d'or. » |